# Timmerfabriek (Maastricht)
De Timmerfabriek is een industrieel monument in het centrum van de Nederlandse stad Maastricht. Het ensemble van fabrieksgebouwen aan het Bassin maakte ooit deel uit van de kristal- en aardewerkfabriek Koninklijke Sphinx en bestaat uit werkplaatsen, magazijnen, een showroom en een elektriciteitscentrale. Het gebouwencomplex kwam tussen 1905 en 1911 (met een kleine uitbreiding in 1933) tot stand. Delen ervan vormen sinds 1996 een rijksmonument; de tramremise, het Hennebiquegebouw en de ketelhuizen zijn gemeentelijke monumenten. Begin 21e eeuw is het ruim 5000 m² grote complex omgevormd tot een zogeheten cultuurfabriek als onderdeel van het Sphinxkwartier.

## Geschiedenis

### Biesenboomgaard en militair terrein
Het gebouwencomplex dat tegenwoordig wordt aangeduid als Timmerfabriek staat op een terrein dat tot begin 19e eeuw bekendstond als Biesenboomgaard. De onbebouwde boomgaard behoorde tot 1794 aan de naastgelegen Commanderij Nieuwen Biesen van de ridders van de Duitse Orde, vallende onder de balije Alden Biesen. In 1794, bij de verovering van Maastricht door de Fransen, werd de commanderij in brand geschoten. Zoals alle kapittels en kloosters in Maastricht, werd ook de commanderij Nieuwe Biesen opgeheven en de eigendommen, waaronder de Biesenboomgaard, verkocht.
Van 1822 tot 1826 werden hier de Zuid-Willemsvaart en de binnenhaven Bassin aangelegd, waardoor het gebied aantrekkelijk werd voor industriële activiteiten. Tot 1853 maakte het overgebleven deel van de Biesenboomgaard echter nog deel uit van de vestingwerken van Maastricht. Aan de oostkant van de Boschpoort stond een militair wachthuis en iets verderop, op het latere terrein van de KNP papierfabriek, een affuitenloods.

### Regout's stoomzagerij
Op een tekening van Philippe van Gulpen uit 1848 zijn ten westen van het Bassin al enkele fabrieken van de ondernemer Petrus Regout te zien. Het militaire terrein van de latere Timmerfabriek was toen nog onbebouwd en functioneerde onder andere als bleekveld. In 1853 verwierf Regout een deel van het terrein binnen de stadsmuur van het Departement van Oorlog. In 1860 verrezen op de voormalige Biesenboomgaard een tweetal gebouwen. Het westelijke gebouw was ingericht als stoomzagerij, een voorloper van de latere Timmerfabriek. Het andere gebouw was waarschijnlijk een magazijn. In 1865 publiceerde Petrus Regout een boek waarin hij trots zijn industriële imperium toonde. Op een tekening is te zien dat toen de gehele noordwesthoek van de stad was volgebouwd, inclusief het bleekveld. De kade direct aan het Bassin ligt vol met goederen, klaar voor verscheping. In 1867 werd de vestingstatus van Maastricht opgeheven en verwierf Regout ook de aangrenzende terreinen. De Boschpoort en de (tweede) stadsmuur werden kort daarna gesloopt.

### Bouw magazijnen, kantoren en showroom
In 1896 kocht de firma Regout de remise voor de omnibussen van de Maastrichtse Omnibus-Maatschappij aan de Boschstraat. Twee jaar later werd, met gemeentelijke toestemming, onder de Boschstraat een tunnel en een korte spoorlijn aangelegd. De tunnel was bedoeld voor goederentransport tussen de Sphinx-fabrieken en de aan de overkant van de straat gelegen magazijnen. Over deze tunnel ontstonden in de loop der tijd allerlei verhalen. Zo zou de tunnel gebruikt zijn door de Regouts om controles op kinderarbeid te ontduiken.
Op een ongedateerde prent, waarschijnlijk gebruikt voor een fabrieksbrochure die tussen 1905 en 1910 is verschenen, is te zien dat de op de hoek van de Boschstraat gelegen zagerij is vervangen door een gebouwencomplex dat nog steeds bestaat: de magazijnen annex toonzaal. Op de prent is ook te zien dat het meer naar het oosten gelegen pakhuis, op de hoek van het Bassin en de Zuid-Willemsvaart, toen nog bestond. De rond 1905 gebouwde magazijnen werden waarschijnlijk alleen voor de glasafdeling van de Sphinx gebruikt. De klassiek ingerichte toonzaal werd gebruikt om het in de eigen fabrieken geproduceerde glas, kristal en aardewerk tentoon te stellen. Toen in 1950 aan de overkant van de Boschstraat de nieuwe showroom gereed kwam, raakte de enigszins excentrisch gelegen toonzaal in de Timmerfabriek in onbruik.

### Uitbreiding aan het Bassin
In 1910 werd het oude pakhuis gesloopt en werd op deze plek een elektriciteitscentrale met ketelhuis gebouwd. Hier werden twee stoommachines geplaatst die de voor de fabriek benodigde gelijkstroom opwekten. Een jaar later werd ook de ruimte tussen de elektriciteitscentrale en de toonzaal bebouwd. Hier verrees een betonnen bouwwerk, gebouwd door de firma Stulemeyer uit Breda, volgens het betonconstructiesysteem van de Fransman François Hennebique. Het gebouw huisde de kistenmakerij, een bescheiden timmerfabriekje, waar de kisten werden gemaakt om het glas- en aardewerk in te verschepen. Het gebouw werd pas veel later de naamgever van het hele gebouwenensemble van de Sphinx ten oosten van de Boschstraat. Op de binnenplaats van de Timmerfabriek werden tussen 1924 en 1927 nog een viertal loodsen opgericht. De elektriciteitscentrale werd in 1933 uitgebreid met een tweede ketelhuis.

### Einde Sphinx en plannen voor 'cultuurfabriek'
In 2006 verliet Koninklijke Sphinx, dat enkele jaren eerder overgenomen was door het Finse Sanitec, de historische fabriekspanden aan de Boschstraat om een ultramodern pand op het industrieterrein Beatrixhaven te betrekken, "de modernste sanitairfabriek ter wereld". Nog geen drie jaar later verdween de productie volledig naar Scandinavië en sloot het bedrijf na 175 jaar de deuren. De Timmerfabriek stond toen al geruime tijd grotendeels leeg.
De herontwikkeling van de fabrieksterreinen van Sphinx werd onderdeel van het stedelijk ontwikkelingsproject Belvédère, een megaproject dat door de economische crisis in de jaren daarna in omvang teruggebracht werd. Vanaf 2010 werd, in het kader van de Maastrichtse kandidatuur voor de titel Culturele Hoofdstad van Europa 2018, voorrang verleend aan de herbestemming van de Timmerfabriek tot 'cultuurfabriek'. Hoewel de titel in 2013 aan Leeuwarden werd toebedeeld, werden de plannen voor de Timmerfabriek toch doorgezet, als onderdeel van het culturele Sphinxkwartier.

### Tijdelijke bestemmingen
In afwachting van definitieve plannen ondergingen de magazijnen en de toonzaal in 2008 een cascorestauratie om deze ruimtes geschikt te maken voor tijdelijke evenementen. Het eerste grote evenement was in mei 2009 de KunstTour, die ook daarna nog enkele malen terugkeerde naar de Timmerfabriek. Van het mode-evenement Fashionclash vonden de eerste twee edities plaats in de Timmerfabriek in 2009 en 2010. Van juni 2011 tot maart 2012 vond er de grote expositie van hedendaagse kunst Out of Storage plaats. In 2014 en 2015 werd de Affordable Art Fair in de Timmerfabriek gehouden.
Op 8 maart 2013 opende de Muziekgieterij haar deuren in een deel van de Timmerfabriek. Het Maastrichtse poppodium, dat vanwege geluids- en parkeerhinder niet langer op de vorige locatie in de wijk Mariaberg kon blijven, kreeg van de gemeente toestemming om maximaal drie jaar in de Timmerfabriek te blijven, waarna het de bedoeling was dat het centrum voor popmuziek naar een definitieve locatie elder op het Sphinxterrein zou verhuizen. Doordat de verhuizing naar de Timmerfabriek zo voorspoedig verliep en doordat vestiging elders te kostbaar bleek, werd daarna besloten om de Muziekgieterij voor langere tijd op deze plek te houden.

### Definitieve bestemmingen
In verband met de ongunstige economische omstandigheden werd de herontwikkeling van de Timmerfabriek in 2012 opgesplitst in verschillende fasen. De eerste bestond uit de bouw van een poppodium voor de Muziekgieterij, expositieruimtes in het magazijngebouw, en de aanleg van een centraal ontmoetingsplein op het binnenterrein. Om allerlei redenen zijn deze plannen niet of ten dele tot uitvoering gekomen. In 2014 werd een nieuw plan voor de Muziekgieterij gepresenteerd. Er zouden twee zalen komen: een kleine zaal voor 350 bezoekers in de Timmerfabriek zelf en een nieuw te bouwen grote zaal voor 800-1100 bezoekers op de plek waar tot 2013 hotel De Ossekop stond. In 2017 ging de bouw van de nieuwe zaal van start en begin 2019 volgde de opening. Het ontwerp is van Maurer United Architects en de totale kosten bedroegen circa 10 miljoen euro.
In 2013 verhuisde het architectuurforum Bureau Europa van de Wiebengahal naar het kantoren- en toonzaalgedeelte van de Timmerfabriek. Omstreeks dezelfde tijd begon ook de ingrijpende verbouwing van de voormalige elektriciteitscentrale en bijbehorende gebouwen voor het filmhuis Lumière. In de ketelhuizen, die geheel opnieuw zijn opgebouwd, met behoud van de stalen dakconstructie, zijn zes filmzalen gerealiseerd. Het filmhuis werd in oktober 2016 geopend. In 2017 nam de internationale studentenclub Kaleido een deel van het magazijngebouw in gebruik, maar eind 2018 werd duidelijk dat dit geen gelukkige combinatie met de Muziekgieterij was. Het is de bedoeling dat de magazijnen, voor zover niet in gebruik door de Muziekgieterij, beschikbaar blijven voor evenementen en exposities.
In 2020 kreeg het binnenterrein tussen de Muziekgieterij en Lumière de naam Richie Backfireplein, genaamd naar Richard Bruinen ofwel Richie Backfire (1972-1999), drummer van de Maastrichtse hardcore punkband Backfire!. Het opnieuw ingerichte plein, dat door een trappartij verbonden is met het Bassin, werd in maart 2021 geopend door Cesar Zuiderwijk. Het plein wordt gebruikt voor openlucht filmvertoningen van Lumière en vanaf 2021 vindt hier het festival Bruis plaats.

## Industrieel erfgoed

### Remise en magazijnen
Het oudste deel van het gebouwenensemble dat tegenwoordig wordt aangeduid als Timmerfabriek, is nooit onderdeel van de Regoutfabrieken geweest. De paardentramremise van de Maastrichtse Omnibus Maatschappij dateert uit 1888 en werd tussen 1902 en 1904 uitgebreid ten behoeve van de Maastrichtsche Tram, die na enkele jaren experimenteren met gastrams in 1903 weer teruggreep naar paardentrams. Na de Eerste Wereldoorlog werd de remise tot woning verbouwd. Op de binnenplaats waren tot 2015 nog resten van de vroegere stallen aanwezig. Het gebouw werd in 2018 grotendeels gesloopt voor de nieuwbouw van de Muziekgieterij. Alleen de decoratieve baksteengevel aan de Boschstraat bleef gespaard.
Het magazijngebouw is qua oppervlakte het grootste onderdeel van de Timmerfabriek. Het wordt aan de westzijde begrensd door de Boschstraat, aan de noordzijde door de remise en aan de zuidzijde door de toonzaal. Het gebouw telt twee bouwlagen. Achter de langgerekte, symmetrische Boschstraatgevel gaat een dwars geplaatste sheddakconstructie schuil. De centraal geplaatste, segmentboogvormige inrijpoort wordt aan weerszijden geflankeerd door een zestal vensterassen, met telkens twee aan twee gekoppelde segmentboogvensters. De vensters op de verdieping zijn blind. De dorpels en vensteromlijstingen zijn van hardsteen, de dubbele poortdeuren van hout, de vensters van staal. De bakstenen gevel met gesneden voegen wordt verder geaccentueerd door veertien verticaal geplaatste lisenen, elk bekroond door eenvoudige kapitelen, en een horizontale profiellijst tussen de verdiepingen. De diverse horizontale geledingen en de geprofileerde plint zijn van pleisterwerk. De vormgeving van de achtergevel is aangepast aan de getande lijn van de sheddaken.

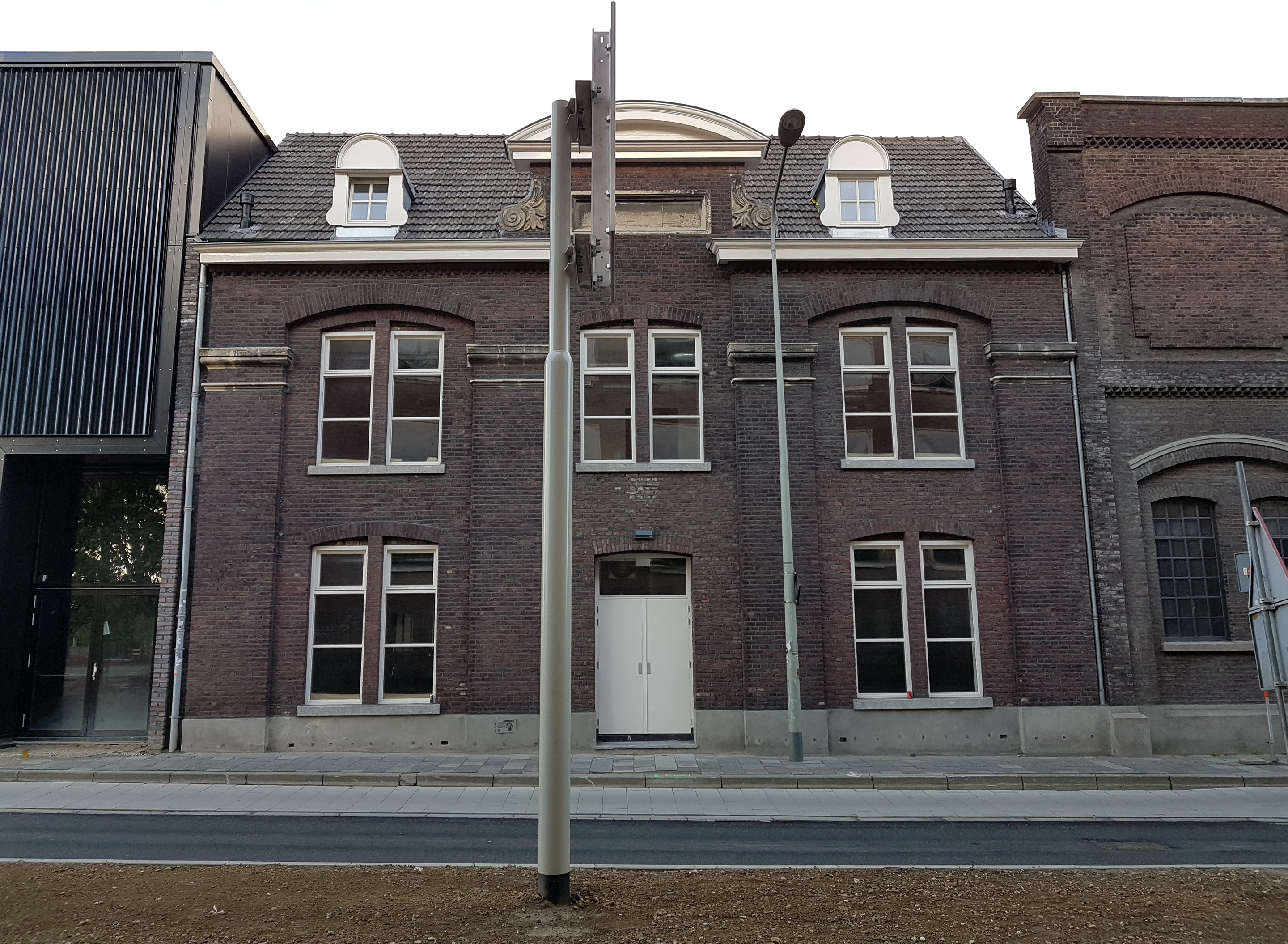
Gespaarde gevel paardentramremise
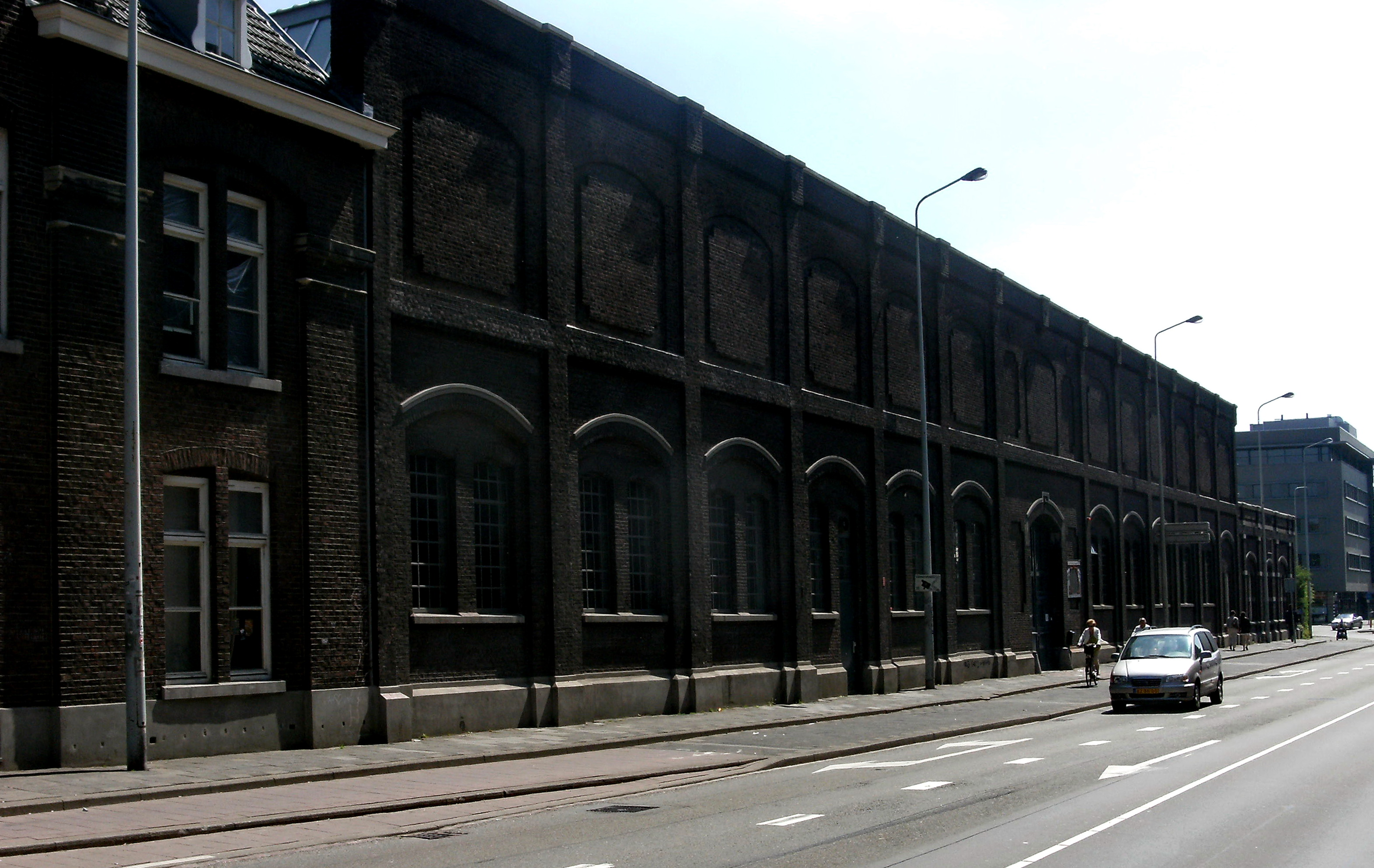
Deel tramremise (links) en magazijnen
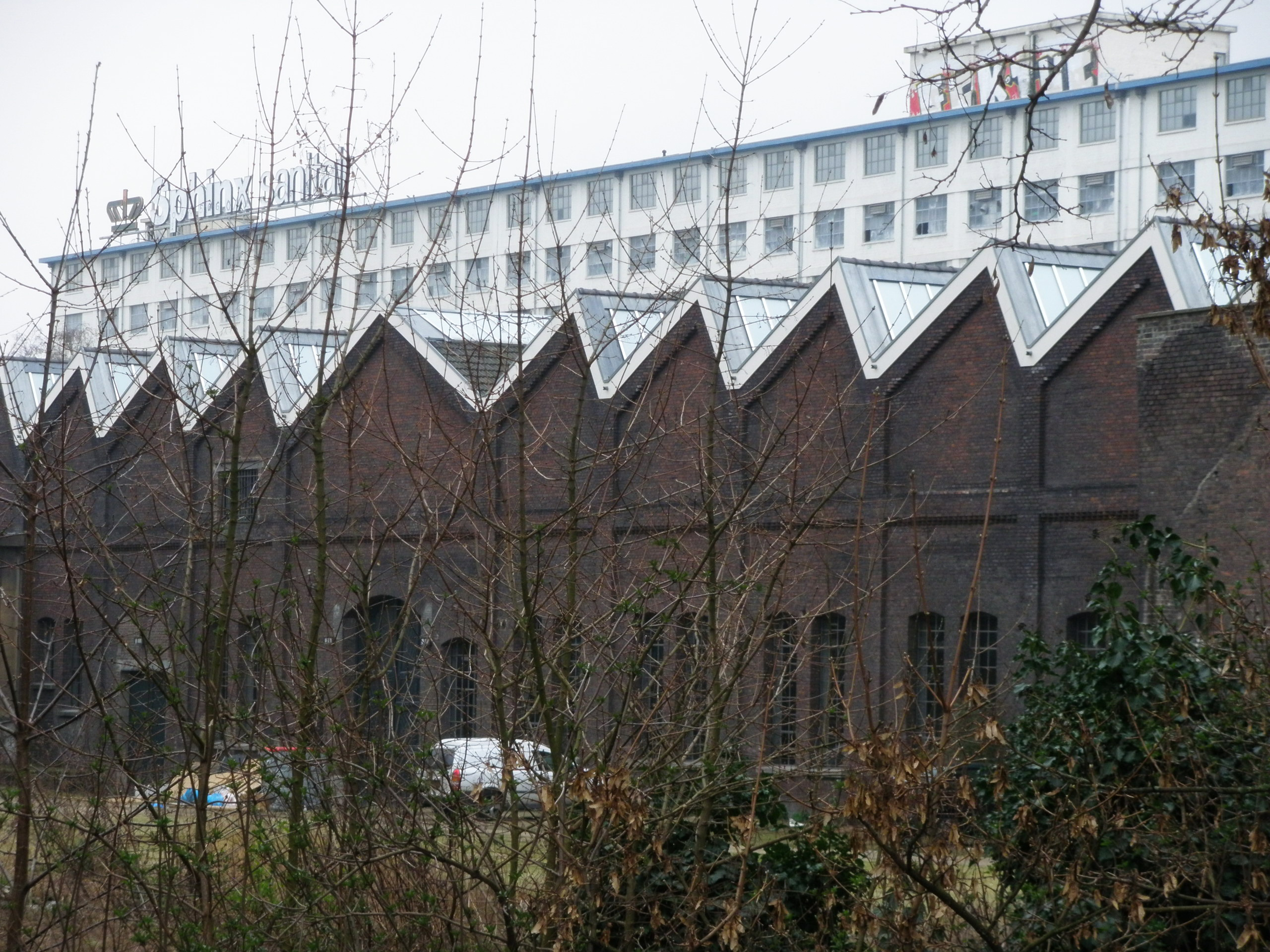
Achterzijde magazijnen met sheddaken
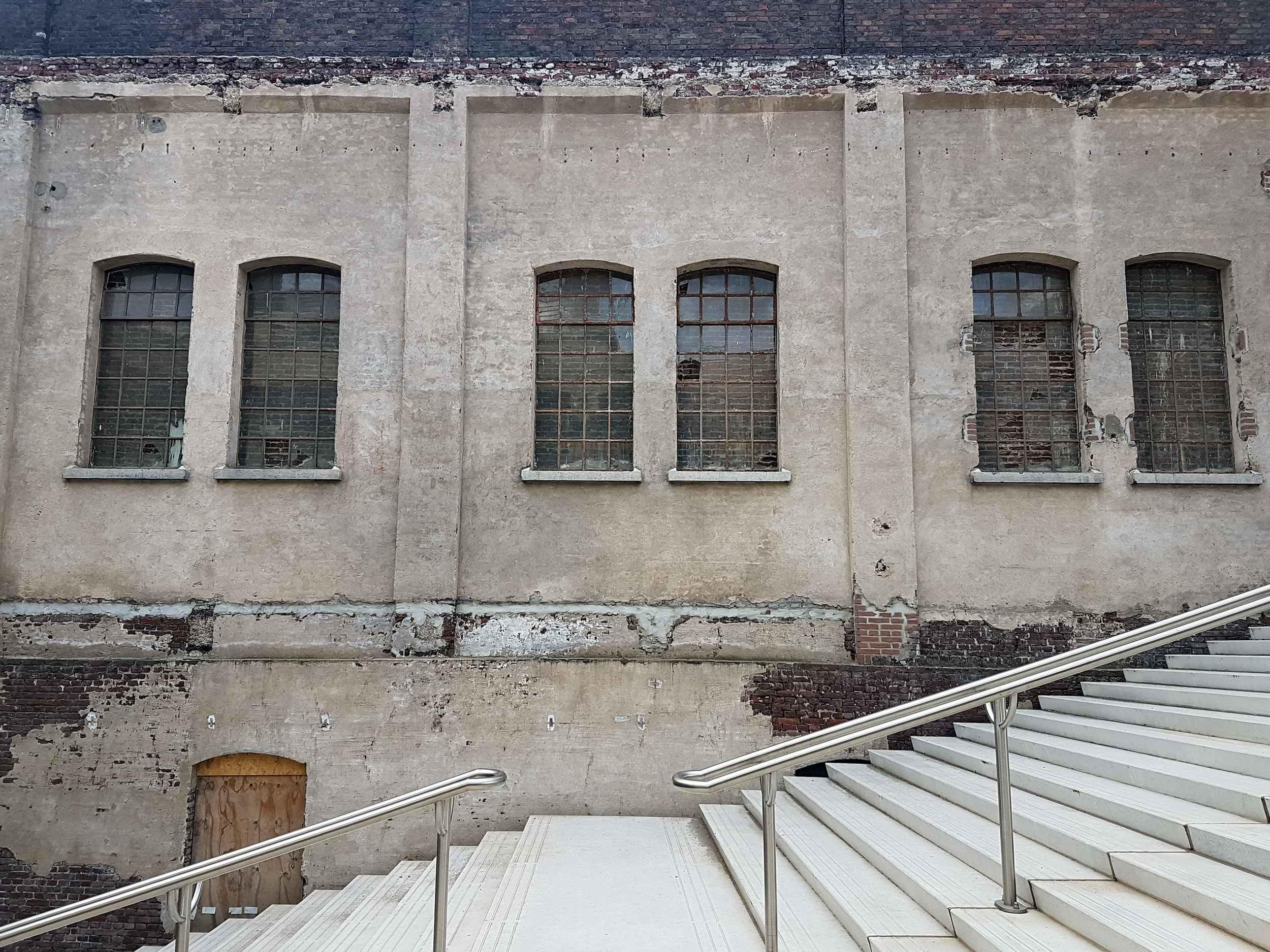
Detail achtergevel vanaf trap Hennebiquegebouw

Het interieur van de magazijnen is bij de cascorestauratie zoveel mogelijk intact gelaten. Zo zijn de beschadigde wasbakken en opbergkasten bij de toiletten gehandhaafd, hoewel ze geen praktisch nut meer hebben. Typerend voor het gebouw zijn de sheddaken met lichtstroken, die door de ruime openingen tussen beide etages, ook op de benedenverdieping voor voldoende daglicht zorgen. De architect is duidelijk beïnvloed door de opvattingen van Viollet-le-Duc over de materiaaleigen toepassing van gietijzer in monumentale architectuur. In het magazijn is tevens een voorbeeld te zien van een glaswand - op zich al een modern fenomeen in 1905 - met een zeer vroege stalen roedeverbinding, voor zover bekend het enige resterende voorbeeld in Nederland.

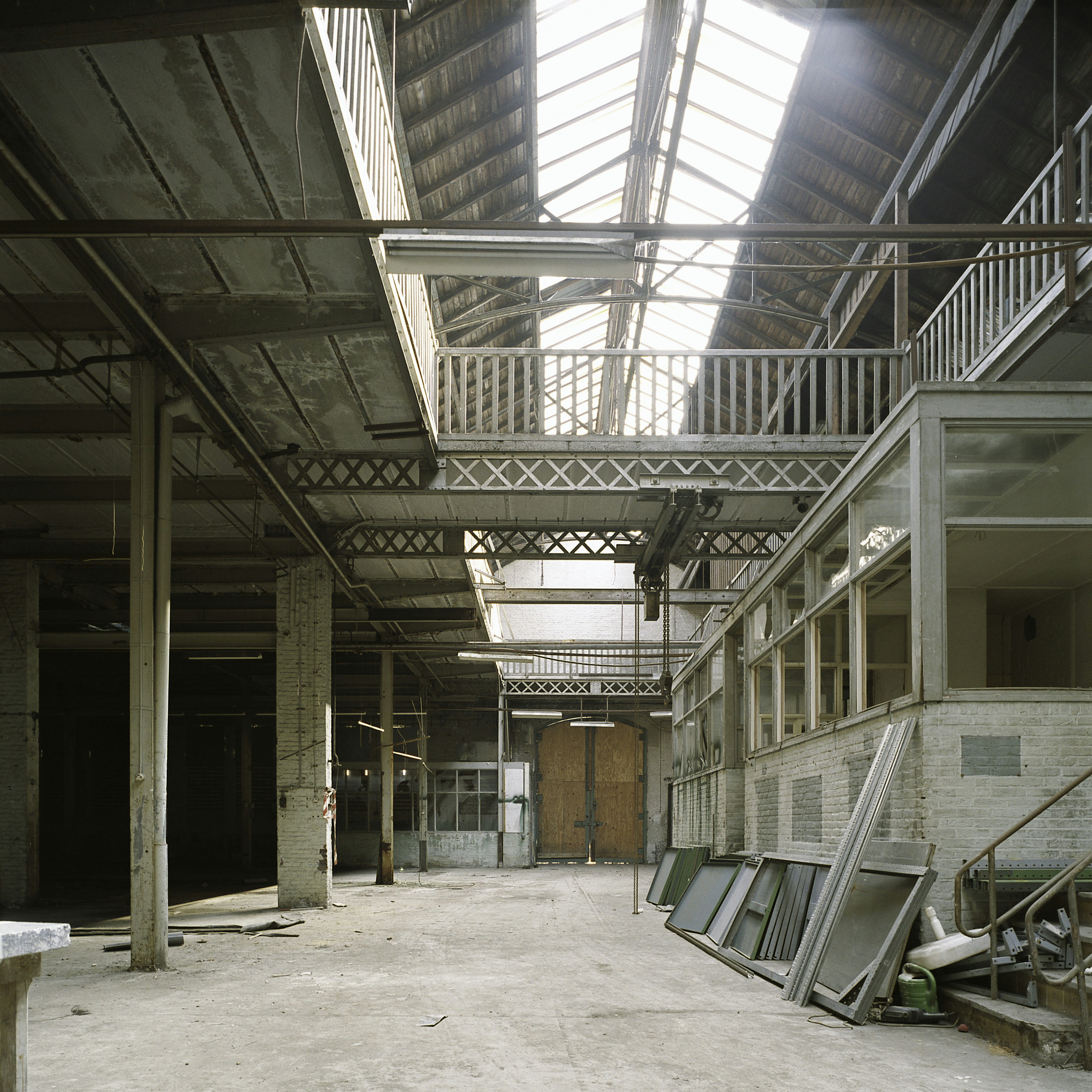
Benedenverdieping vóór de restauratie
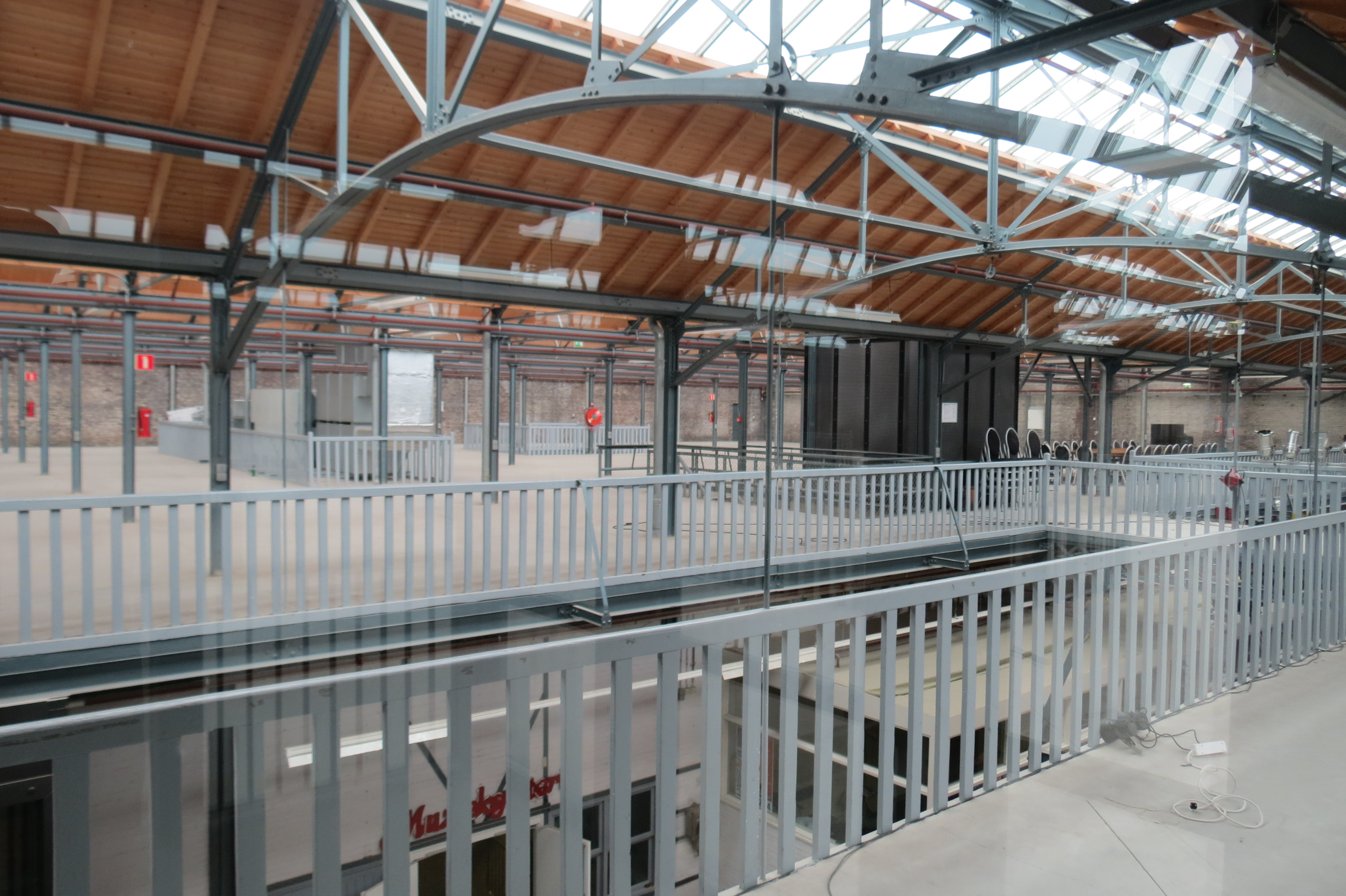
Bovenverdieping na de restauratie
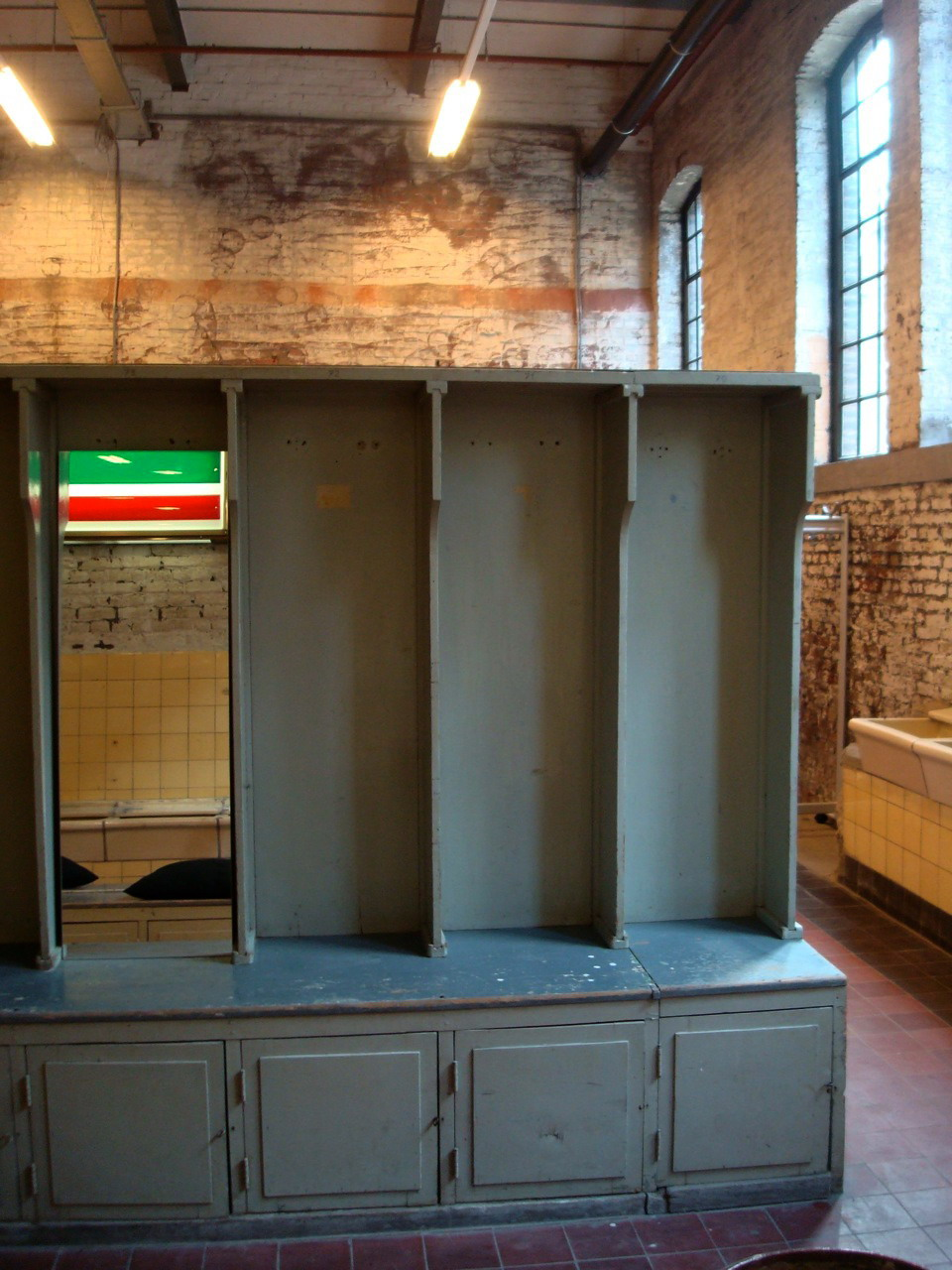
Garderobe en toiletruimte benedenverdieping
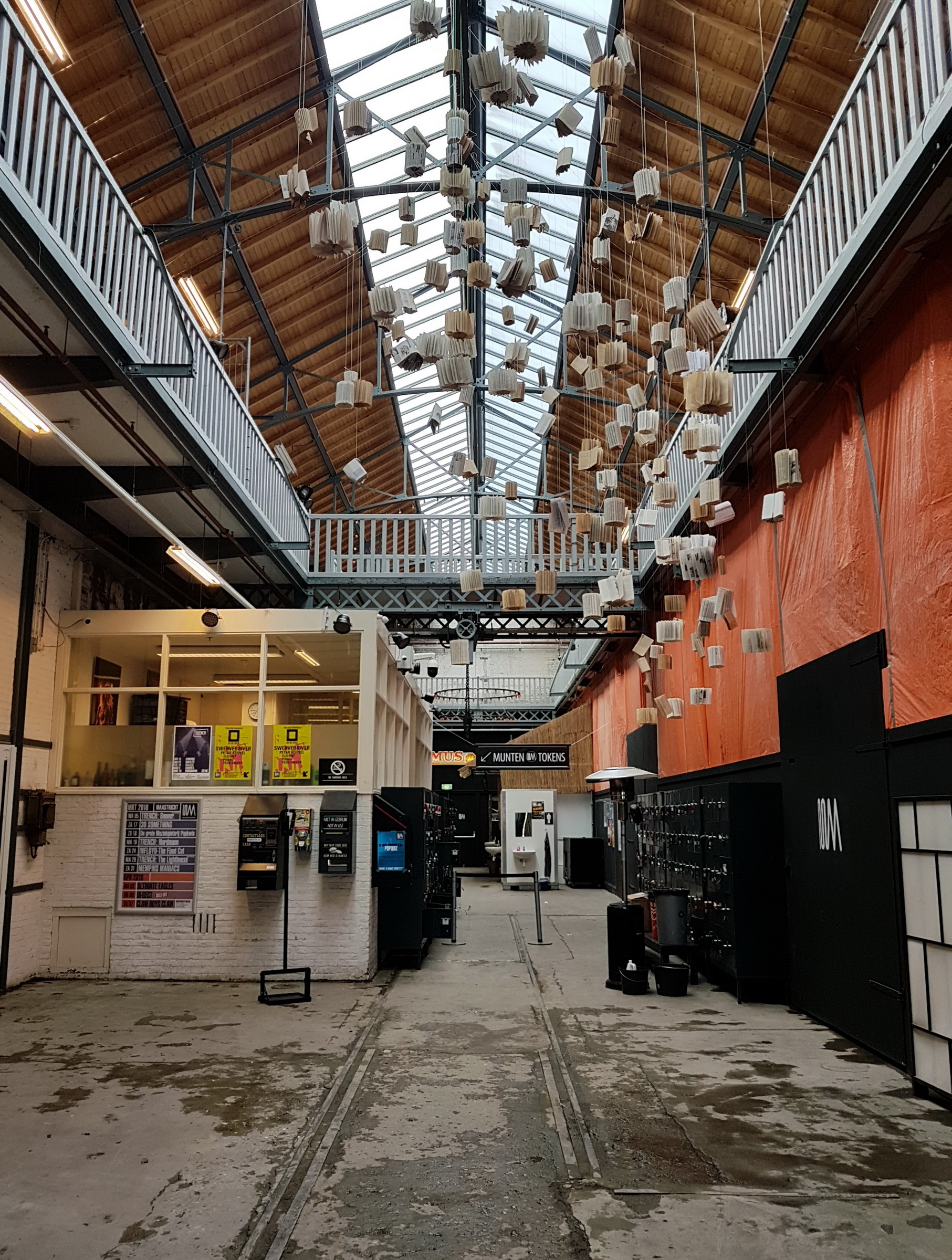
Tijdelijke entree Muziekgieterij

### Kantoren en toonzaal

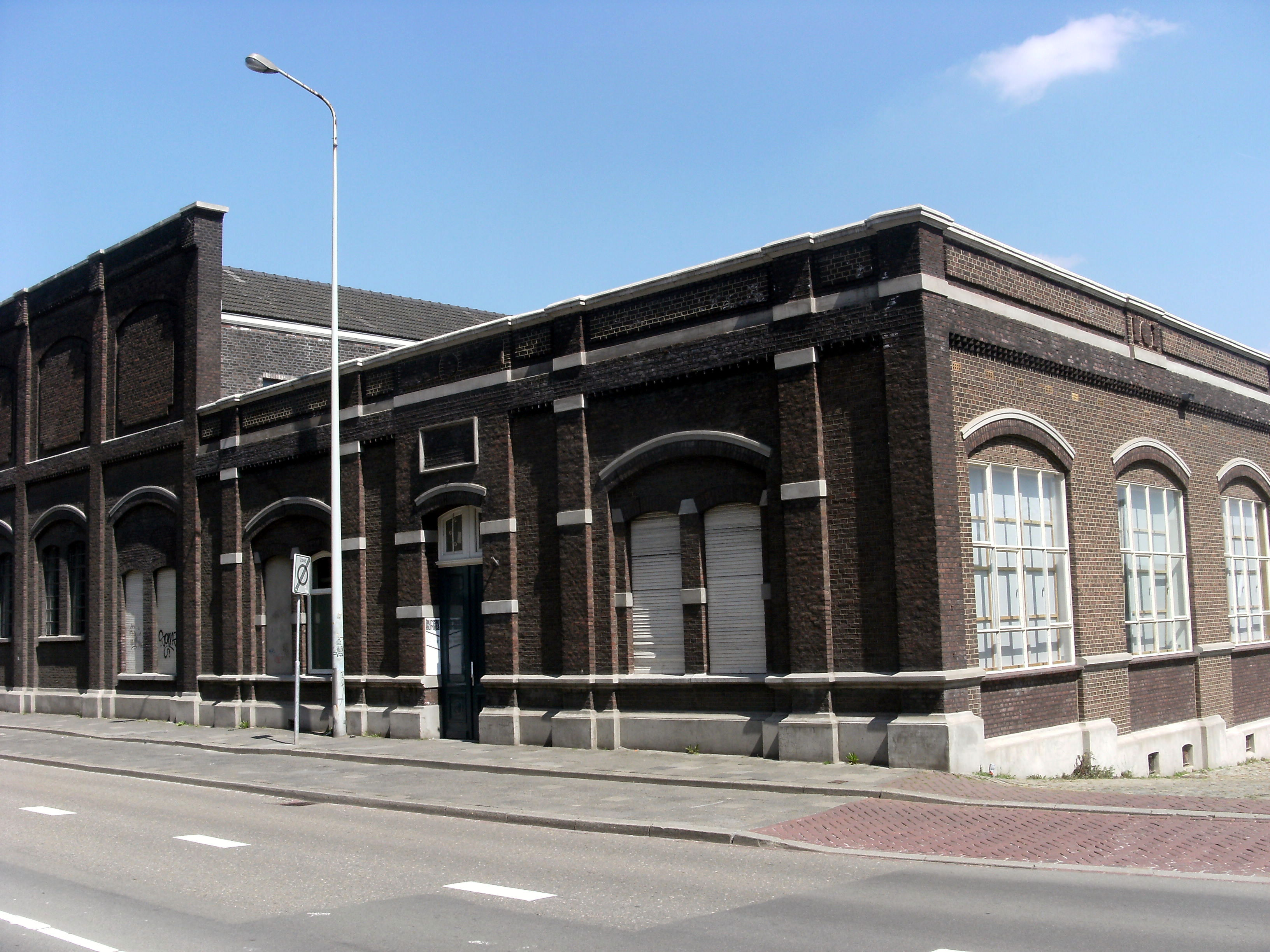
Geprofileerde baksteengevels

Het aan de zuidzijde van het magazijn gelegen kantoorgedeelte met toonzaal heeft aan de Boschstraatzijde een symmetrische gevel met drie traveeën, een centraal geplaatste deur met bovenlicht, acht lisenen en een horizontale lijst. De entreepartij was in het oorspronkelijke ontwerp voorzien van een frontonbekroning met pinakels en het opschrift "1834 P.R. 1905". De gevel aan de zuidzijde, langs de hellingbaan naar het Bassin, heeft eveneens accenten van baksteenlisenen. De stalen vensters in segmentbooglijsten zijn veelal van recente datum.
Het interieur van dit deel is, in tegenstelling tot de rest van het complex, burgerlijk-chic, dit in verband met de oorspronkelijke functie als zakelijke ontvangstruimte. Vanaf de entree leidt een lange, betegelde gang naar de toonzaal. Aan weerszijden van deze gang bevinden zich kantoren. De wanden, plafonds en schoorsteenmantels van de meeste ruimten bevatten sierstucwerk. Hier en daar zijn nog restanten van jugendstil-wanddecoraties te zien. De ruime toonzaal heeft met zijn parketvloer een klassieke uitstraling. De hoge wanden zijn onderverdeeld in vakken met sierstuclijsten, waarbinnen zich waarschijnlijk wandschilderingen hebben bevonden. Tegenover de entree bevindt zich een met sierstucwerk versierde nis, waarin vroeger een gipsen standbeeld van Petrus (I) Regout stond. Het beeld bevindt zich tegenwoordig in het Discovery Center Continium in Kerkrade. De nis is door een latere doorbraak naar het aangrenzende gebouw beschadigd. De overkapping van staal en glas contrasteert sterk met de klassieke inrichting van de zaal.

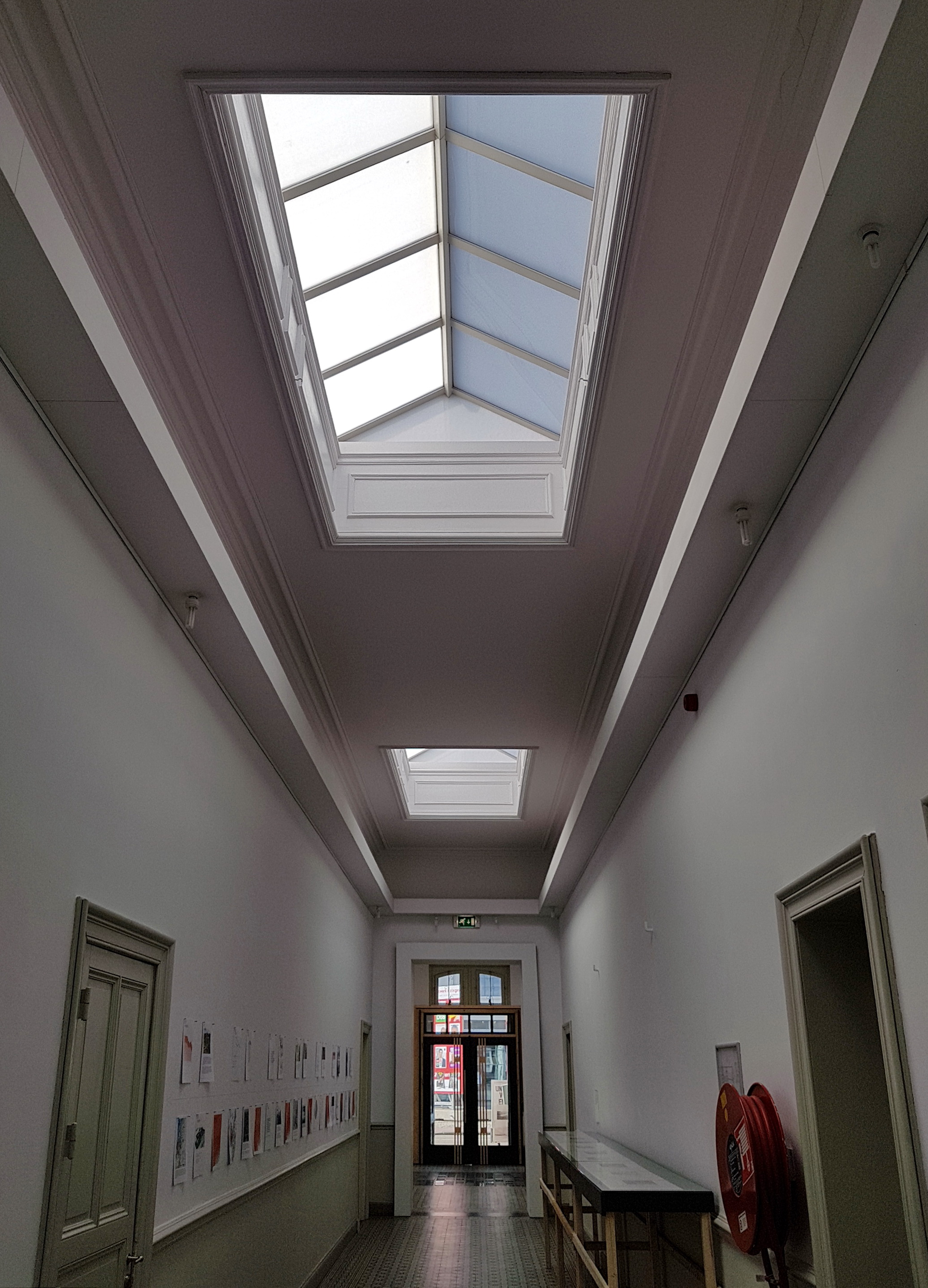
Gang kantoorgedeelte
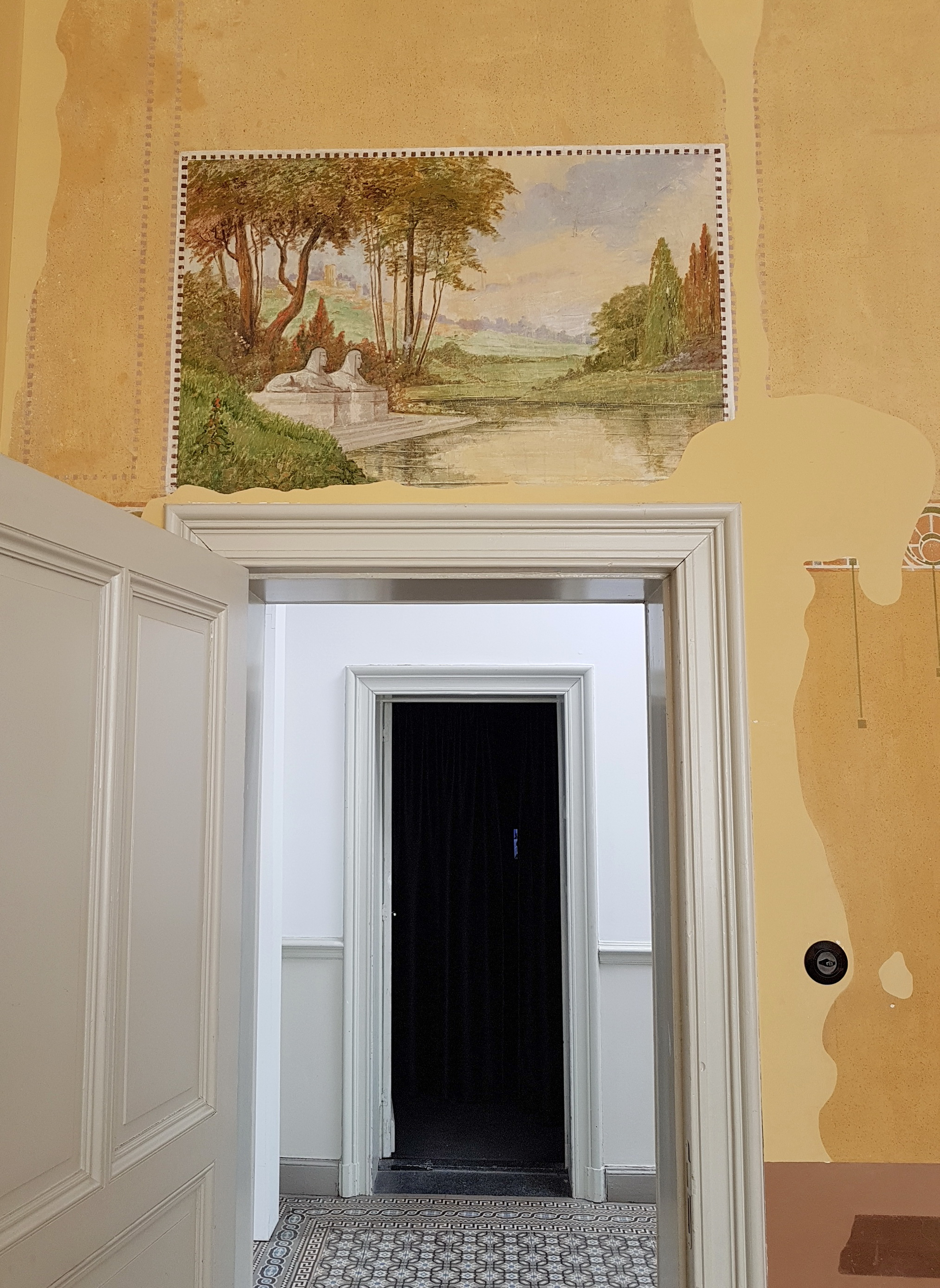
Detail kantoren
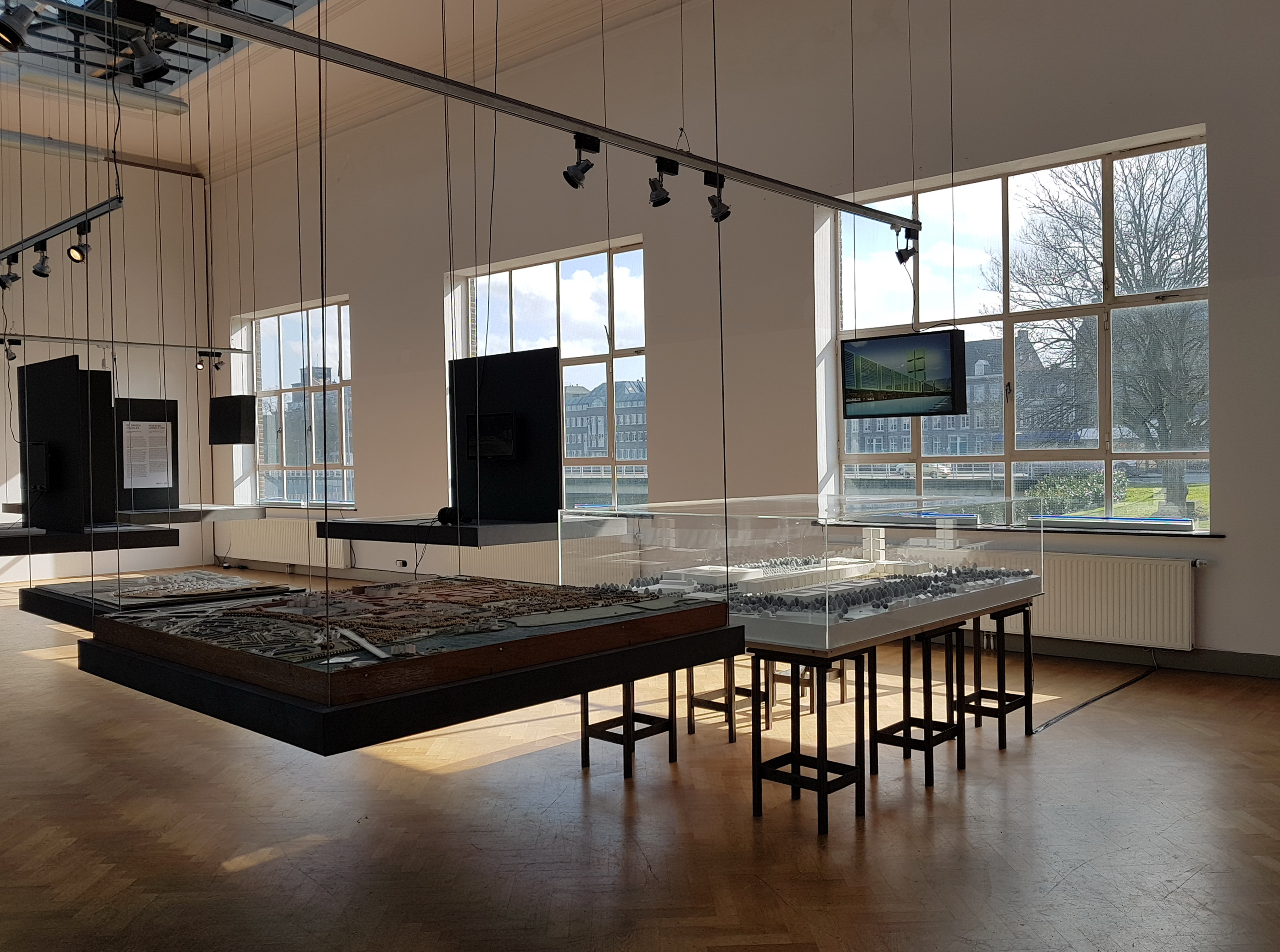
Overzicht toonzaal
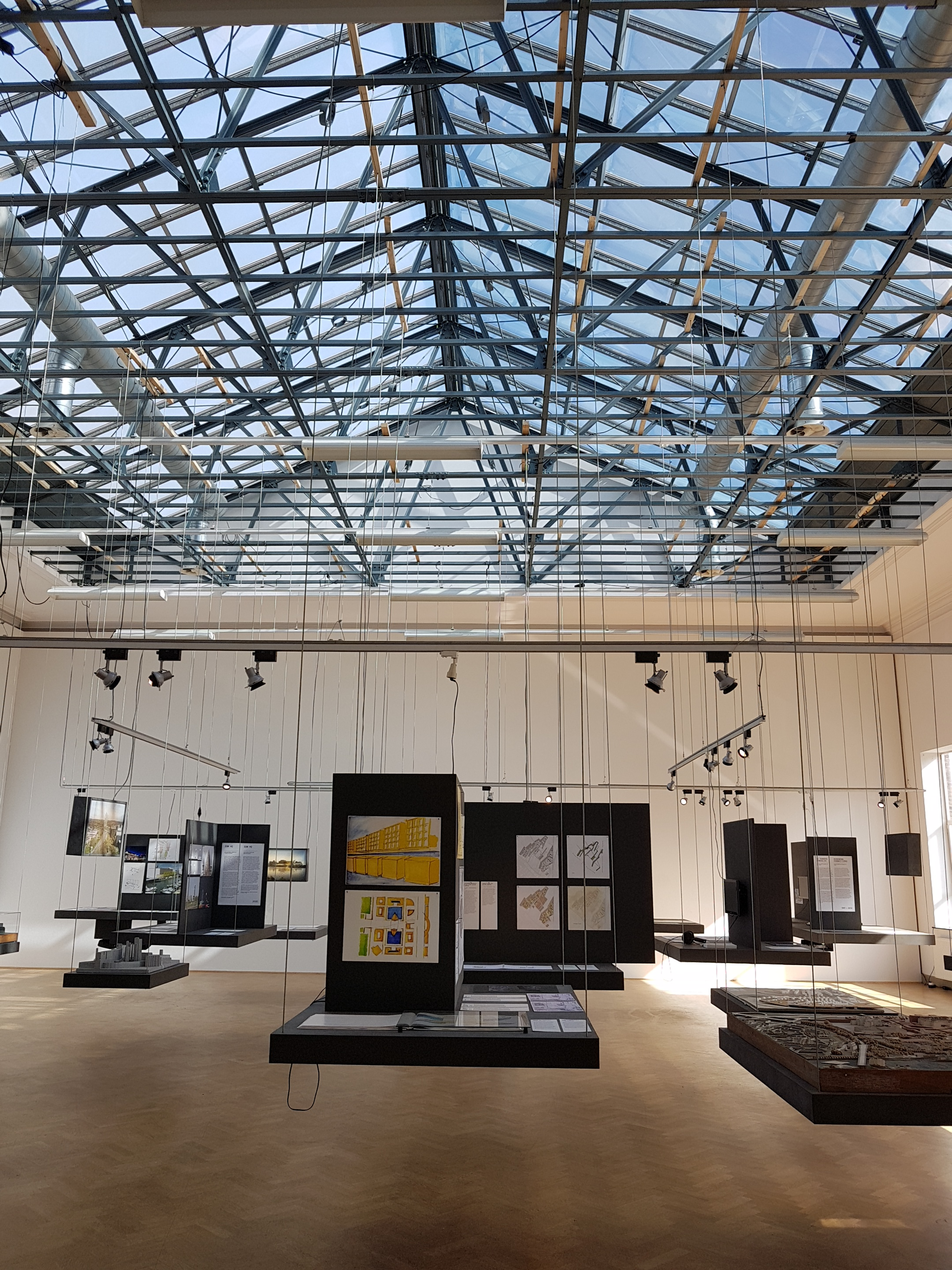
Dakconstructie toonzaal

### Hennebiquegebouw
Het naastgelegen Hennebiquegebouw uit 1911 is waarschijnlijk het oudste betonnen gebouw in Maastricht, één jaar ouder dan de Wiebengahal en de Cokesfabriek. Het is een vroege toepassing van het Hennebiquesysteem, waarbij de grenzen van de betonconstructiemethode werden opgezocht met rankere kolommen en zonder verbreding waar kolom en balk elkaar ontmoeten. Het gebouw zit ingeklemd tussen de toonzaal en de elektriciteitscentrale, waardoor het in feite alleen een voor- en achtergevel en een dak behoefde. De constructiemethode is onversierd aan de gevel zichtbaar gebleven. In de oorspronkelijke herontwikkelingsplannen voor de Timmerfabriek zou het gebouw verdwijnen, maar vanwege de architectonisch waardevolle elementen is het behouden. Ten behoeve van een doorgang naar het achtergelegen plein, zijn op de begane grond de gevels ten dele geopend door de betonvulling tussen het betonskelet te verwijderen. Hierachter is een brede, betonnen trap aangelegd, die naar het hoger gelegen Richie Backfireplein voert.

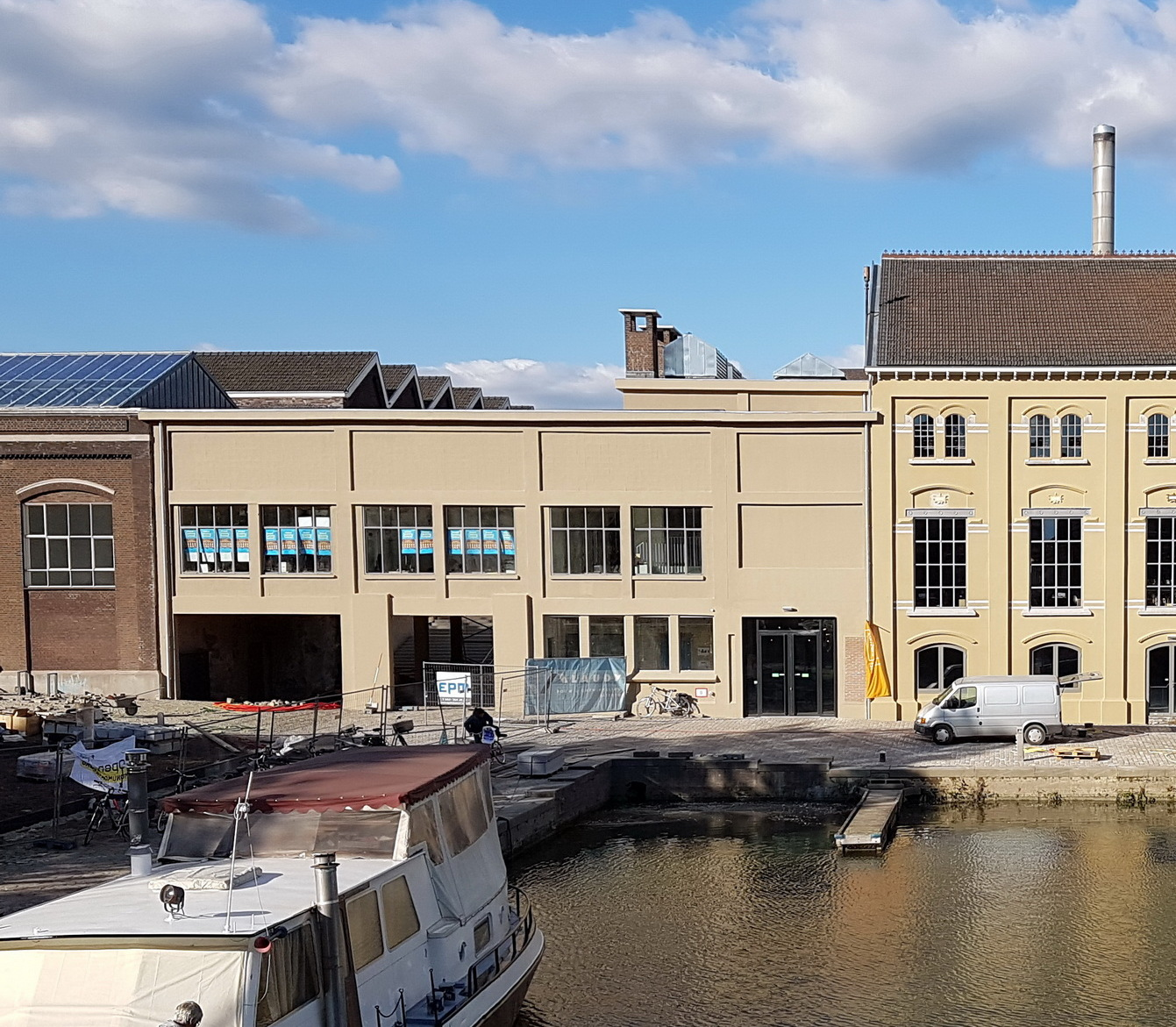
Hennebiquegebouw, 9 dagen voor de opening van Lumière
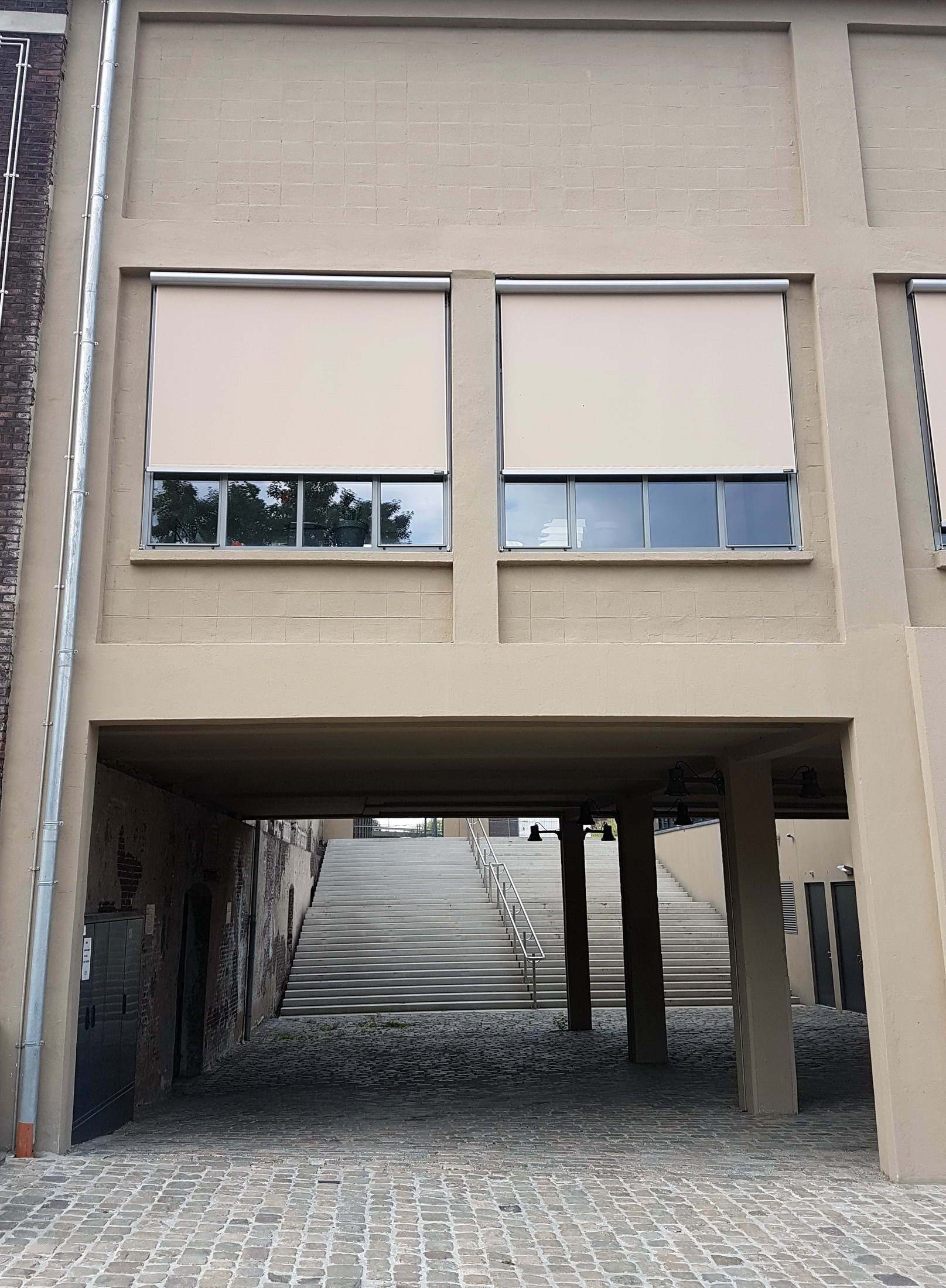
Detail gevel en trap Richie Backfireplein
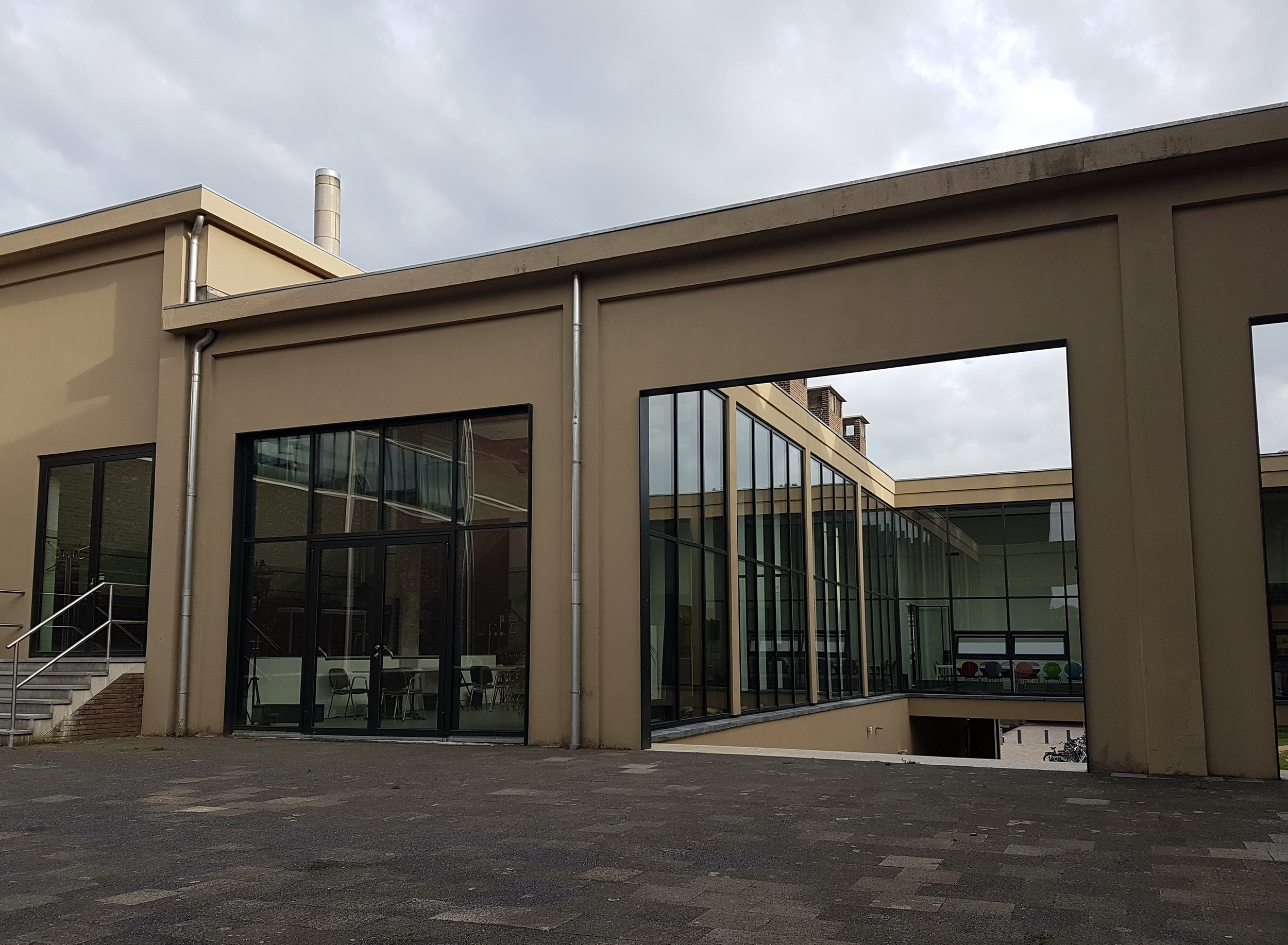
Achtergevel, trap en kantoren
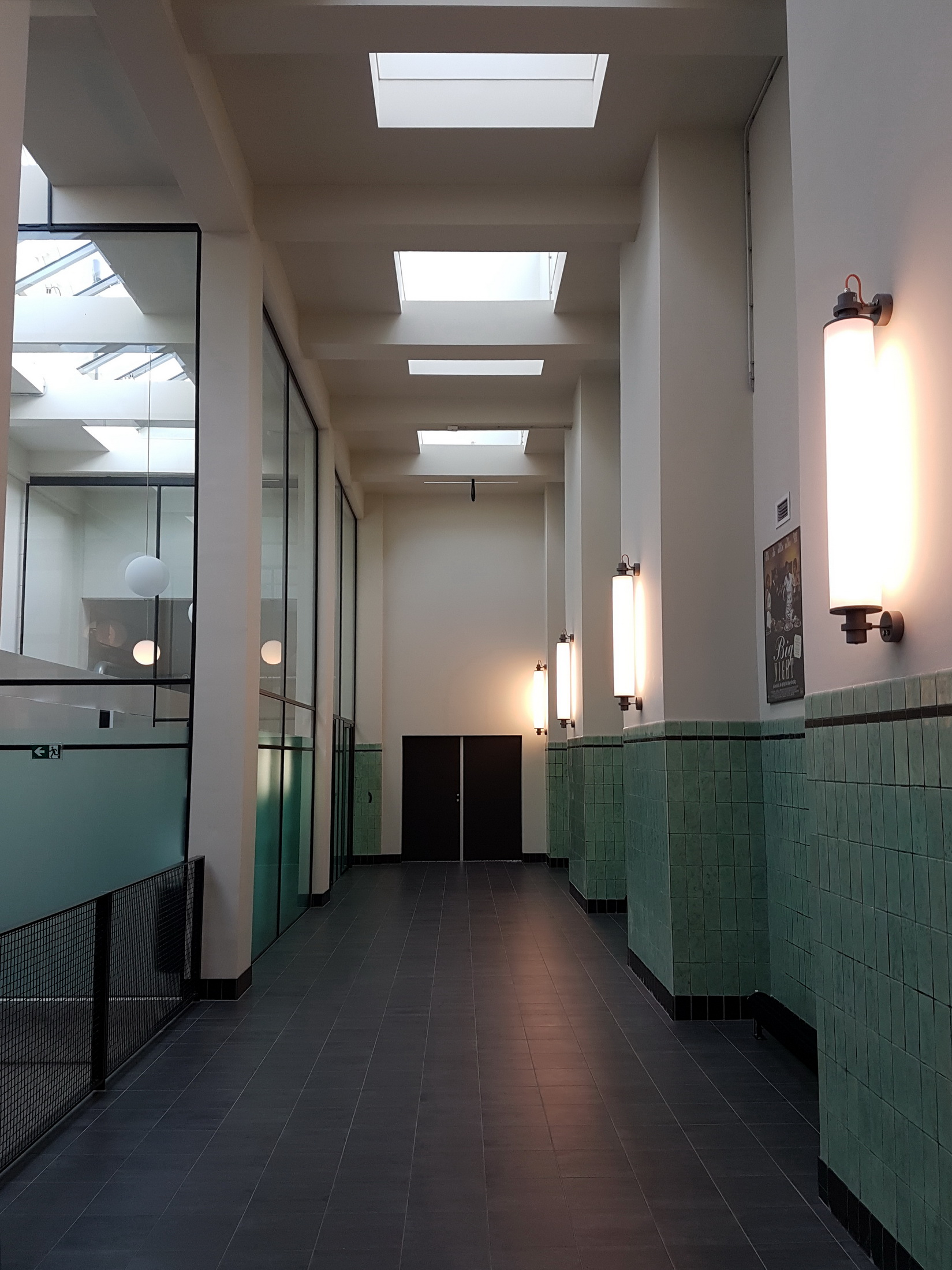
Interieur, toiletgedeelte

### Elektriciteitscentrale
De elektriciteitscentrale is een eclectisch gebouw op de hoek van het Bassin en de Zuid-Willemsvaart. Het uit 1910 daterende gebouw telde oorspronkelijk drie verdiepingen en heeft een zadeldak, waarvan de nok versierd is met een opengewerkte, gietijzeren kam. De inmiddels zachtgeel geschilderde bakstenen gevels zijn versierd met siermetselwerk.
Bij de verbouwing van 2015-16 is op de begane grond onder andere de kassahal en een knus café ingericht. Een brede trap voert naar de bovenverdieping, die geheel in beslag wordt genomen door een café-restaurant, ontworpen door Dorine de Vos en Rosie Stapel.

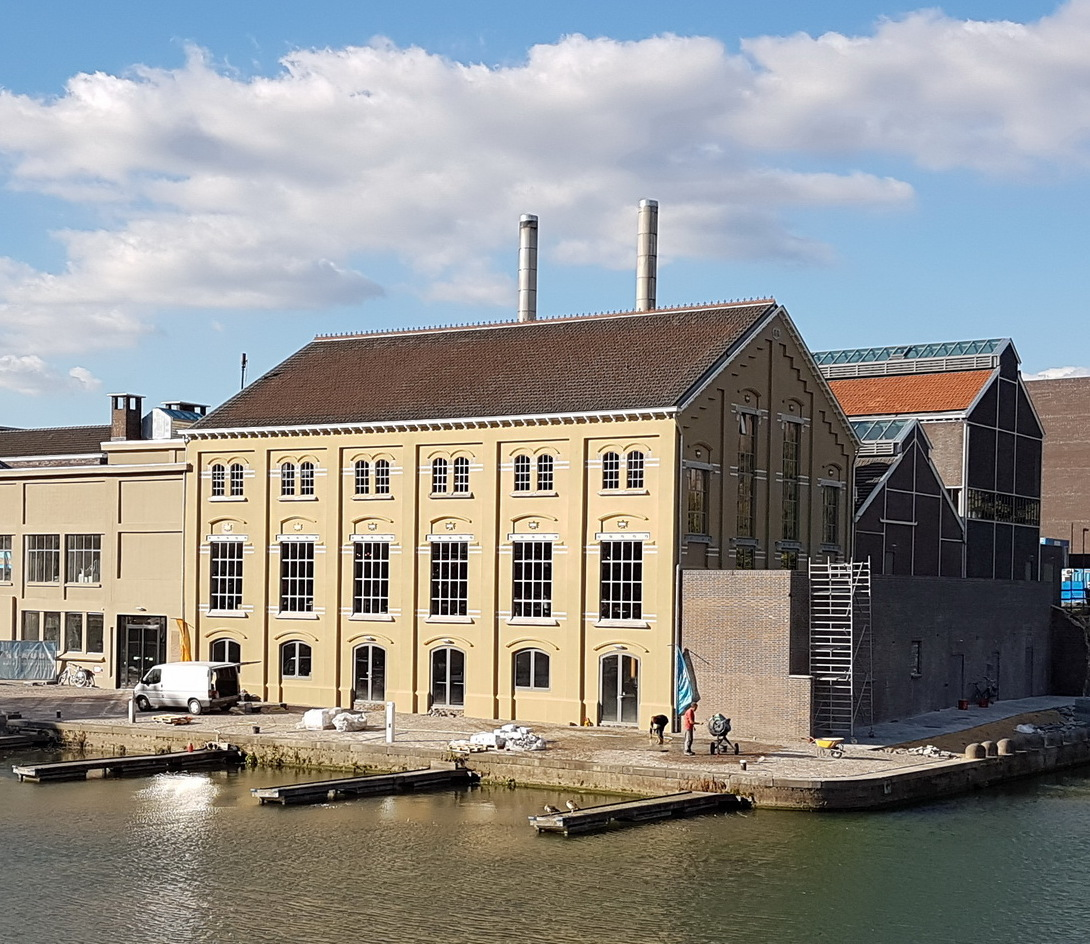
Bassinzijde
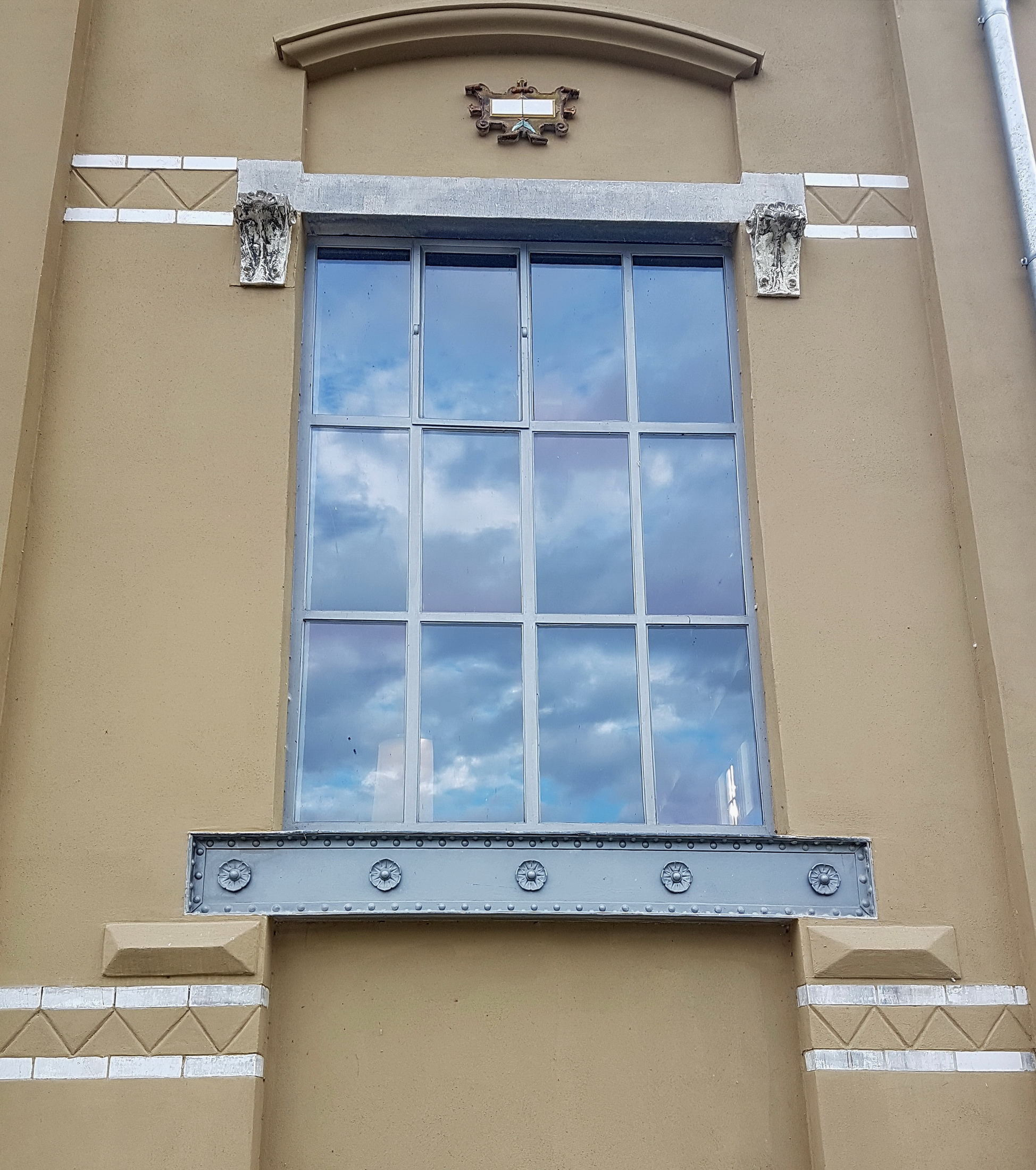
Geveldetail
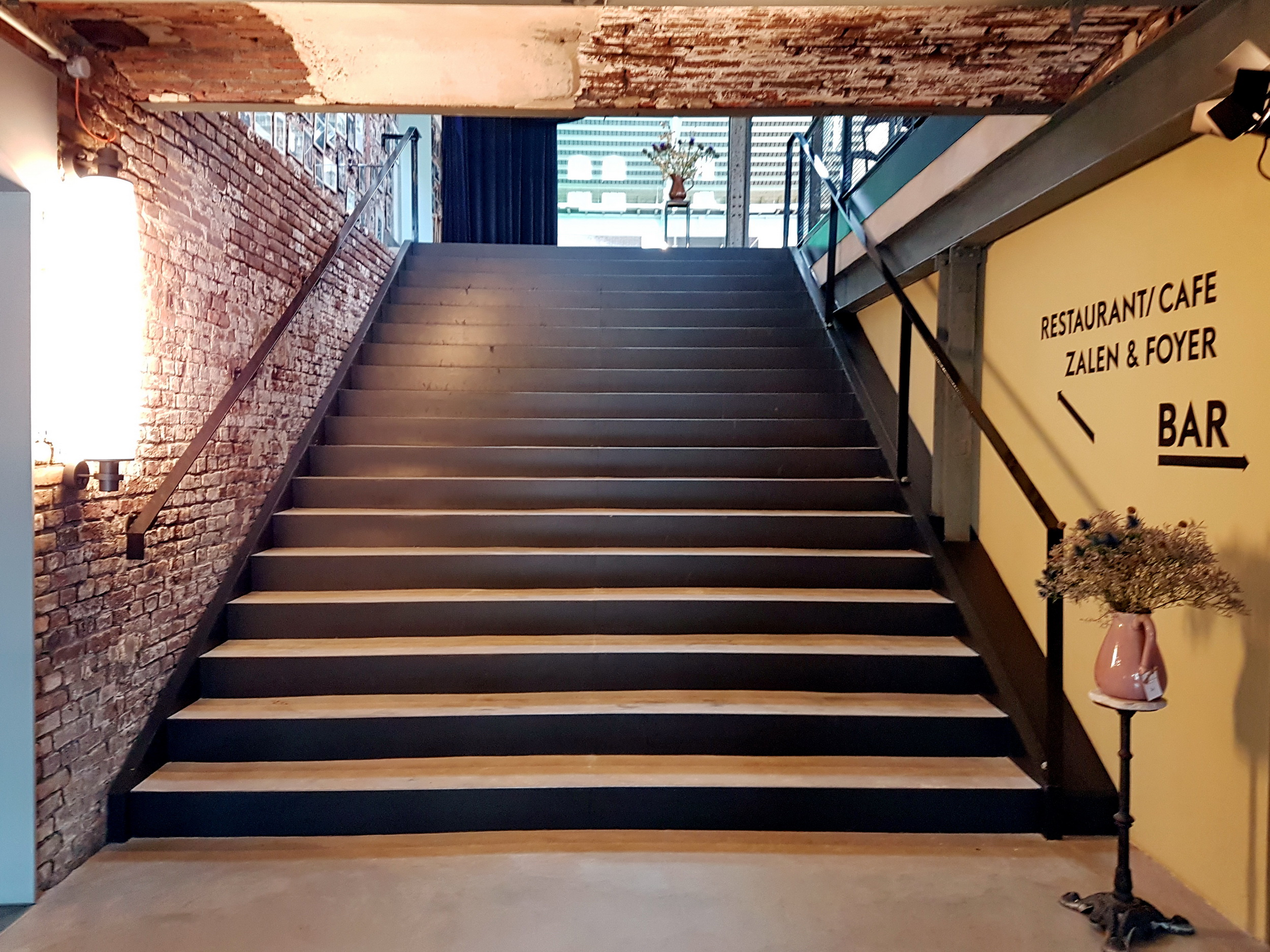
Trap
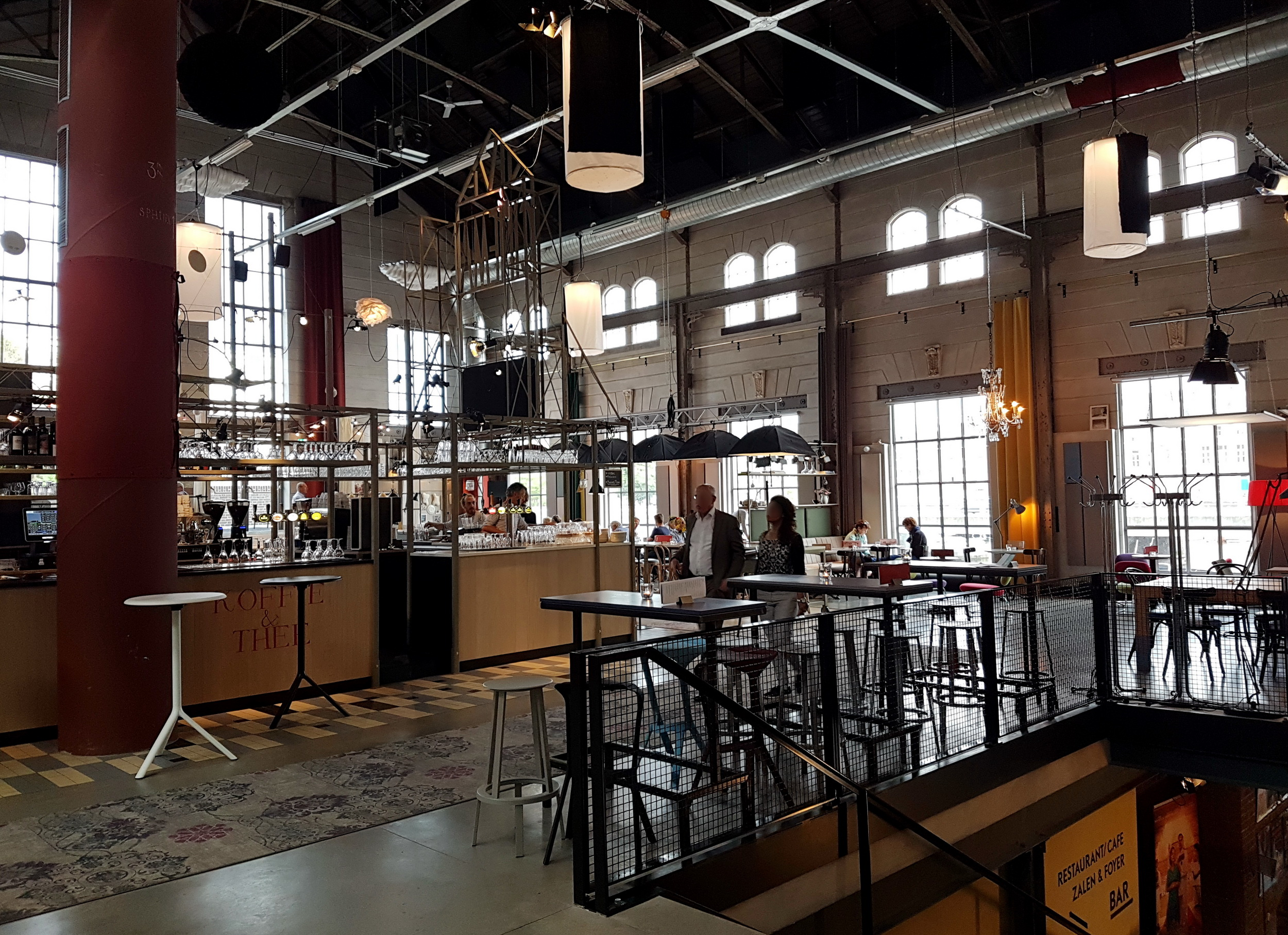
Café-restaurant

### Ketelhuizen
De ketelhuizen in functionele stijl dateren uit 1910 en 1933. Het laatste is iets hoger dan het eerste. De ijzeren dakconstructies zijn bij de reconstructie gedemonteerd, bij een Valkenburgs bedrijf gerestaureerd en opnieuw gemonteerd na de herbouw van de dragende muren van baksteen binnen een ijzeren frame. De zadeldaken van beide gebouwen hebben een parallel aan de nok lopende opbouw, waarvan de dakschilden bestaan uit glas.
In het interieur vormen de ketelhuizen één doorlopende ruimte. De inrichting is sober met betonnen vloeren, kale muren en schijnbaar vrijstaande filmzalen. De zalen liggen deels ondergronds, zodat het zicht op de historische dakconstructies bewaard is gebleven.

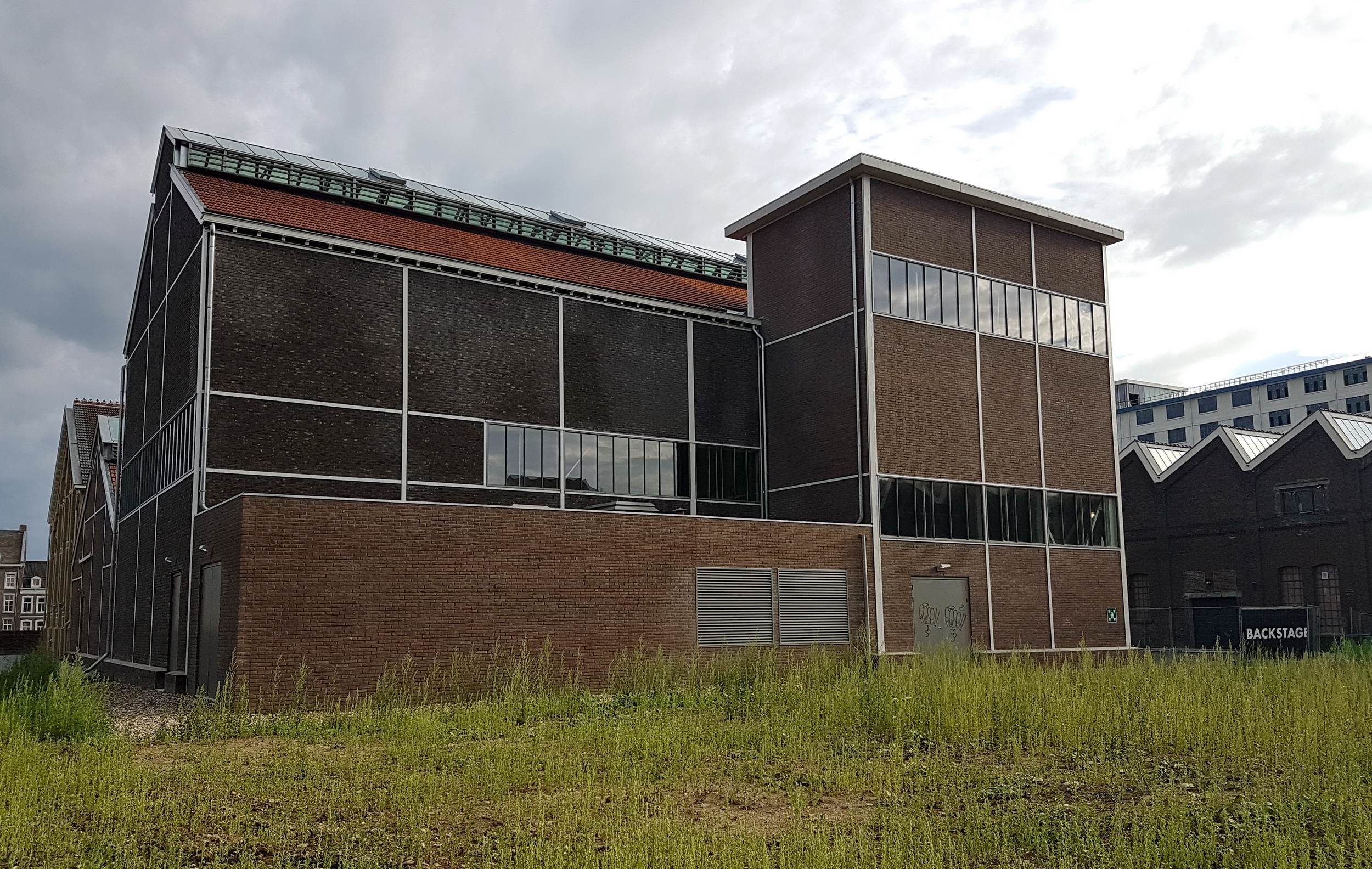
Herbouwde ketelhuizen
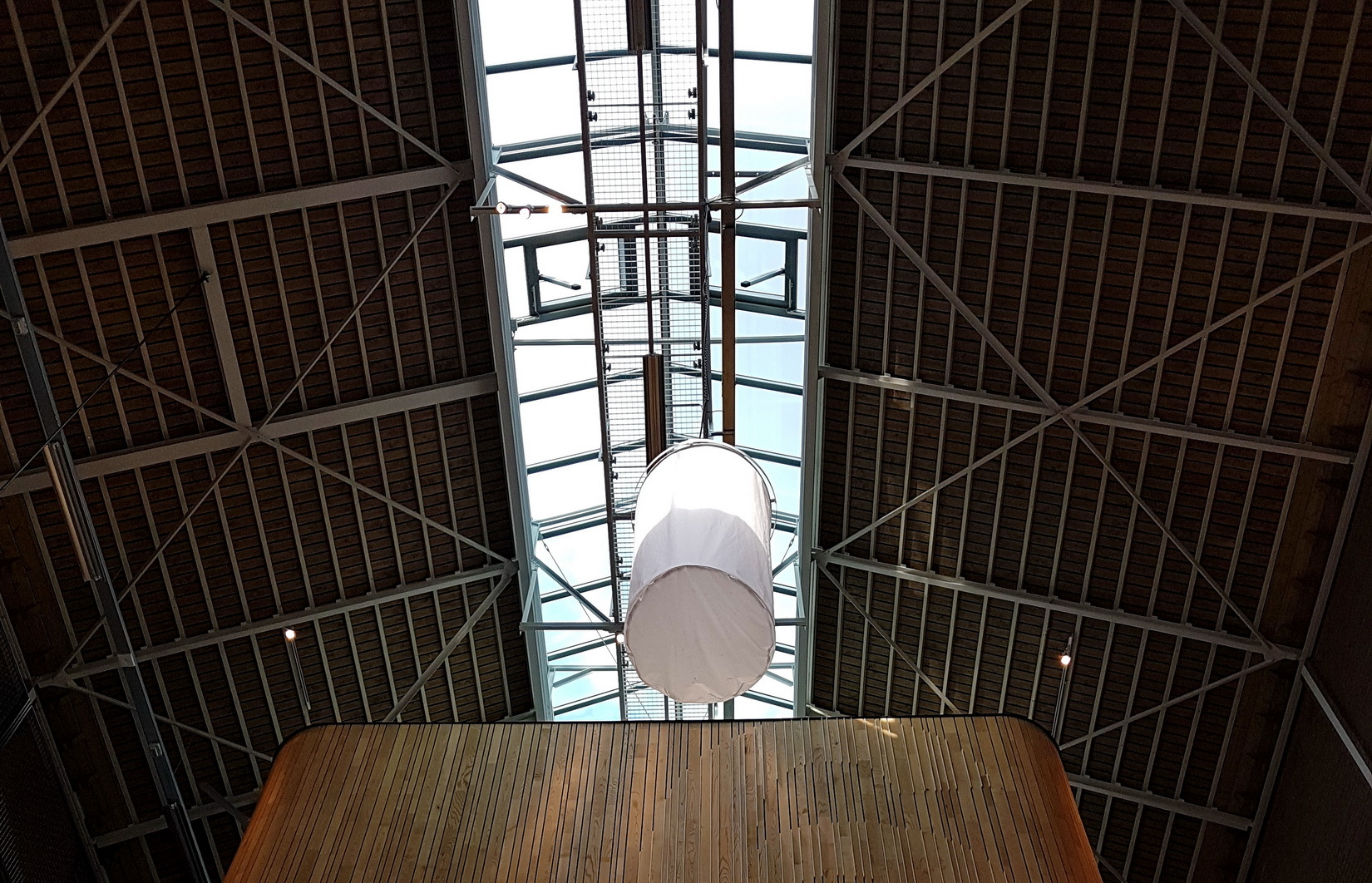
Dakconstructie
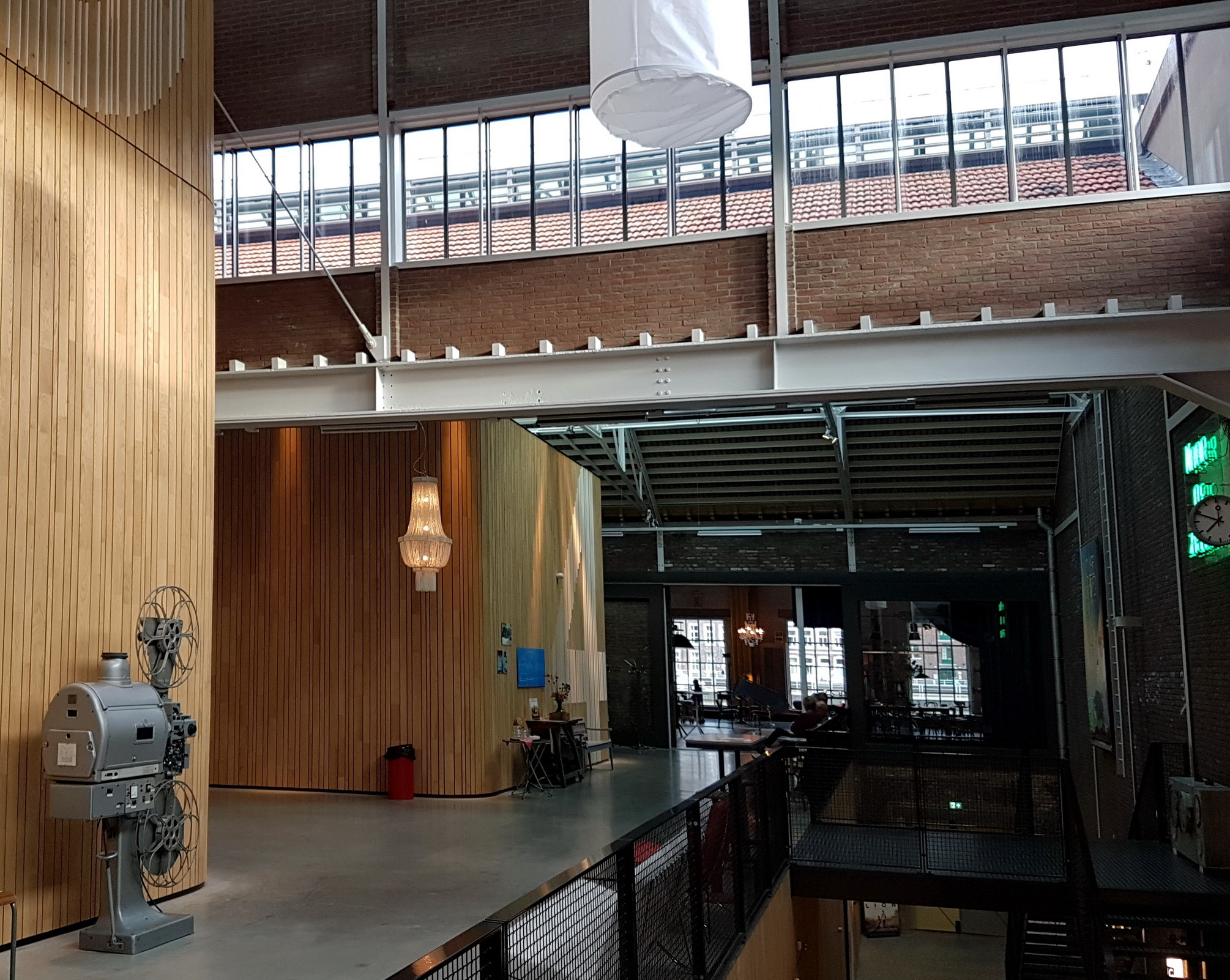
Interieur met filmzalen
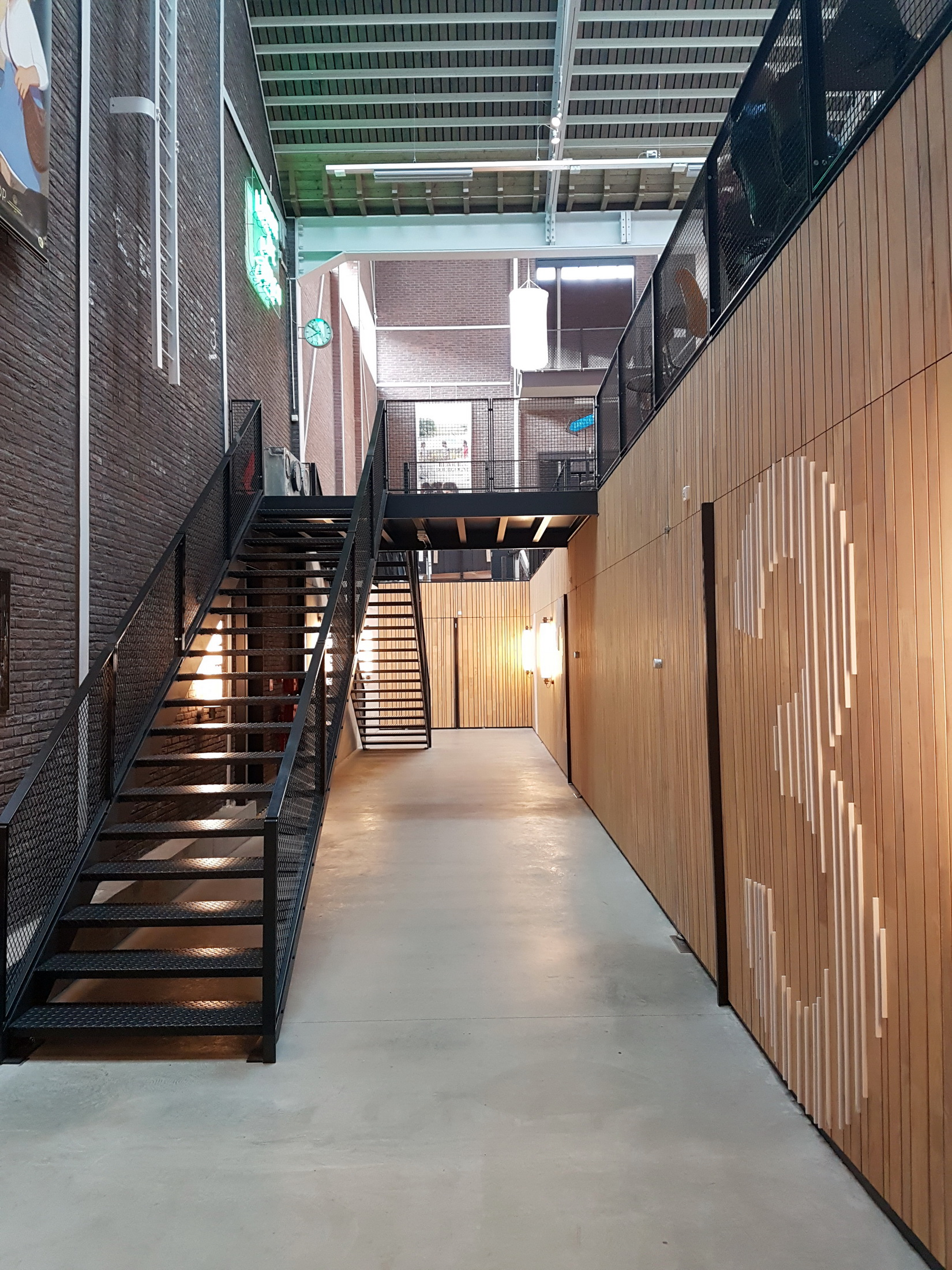
Souterrain

## Varia
- In 2020 gaf het Maastrichtse architectuurcentrum TOPOS het boek Mijn favoriete gebouw in Maastricht en omgeving uit. Daarin lichtten bekende en minder bekende Maastrichtenaren hun keuze voor een bepaald gebouw toe. Herman van den Bosch, hoogleraar managementontwikkeling Open Universiteit, koos voor de Timmerfabriek, "gave voorbeelden van fabrieken uit het begin van de 20e eeuw". Hij prees met name de moed "om deze gebouwen na de sluiting van de Sphinx voor het nageslacht te consolideren [...] voordat duidelijk was waarvoor het complex zou worden gebruikt".[17]